# Économie de la Belgique
L'Économie de la Belgique est une économie mixte d'un pays développé.
Il s'agit d'une économie de marché fondée sur l'initiative des entrepreneurs privés et sur l'intervention régulatrice de l'État.
Voici certains points notables du modèle économique belge :
- l'État s'efforce d'harmoniser le développement de l'économie de marché avec l'épanouissement des citoyens à travers ses organes fédéraux, régionaux et communautaires ;
- l'État définit donc les règles du jeu de la libre entreprise tout en encadrant celle-ci afin d'empêcher des débordements menaçant la liberté des citoyens par l'action de nombreux services collectifs que le marché ne satisfait pas (éducation, hôpitaux…).

Divers facteurs sont à l'origine de développement du rôle de l'État dans la vie économique et sociale, par exemple: Les crises économiques et, en particulier, celle de 1929.
La Belgique est un pays à l'économie développée, qui appartient à l'Organisation de coopération et de développement économiques (OCDE), un groupe de pays industrialisés aux régimes démocratiques. Avec une superficie de 30 528 km2 (148e superficie au monde), et une population de près de 12 millions d'habitants, le PIB de la Belgique se situe parmi les 30 premiers du monde. En 2004, le PIB par habitant se montait à 30 600 dollars des États-Unis. En 2005, elle se situait à la neuvième position de l'Indicateur de développement humain. Elle est toujours membre du G-10. La Belgique est en 2007, selon la Banque mondiale, la 18e puissance économique mondiale.
Densément peuplée (environ 350 habitants/km2), la Belgique se trouve au cœur de l'une des régions les plus industrialisées du monde. Elle a été la première région d'Europe continentale à entrer dans la Révolution industrielle au début du XIXe siècle et s’est emparée dès 1889, d'un formidable réservoir à matière première, une colonie, le Congo. L’industrie belge a ainsi acquis de 1889 à 1960 d’énormes quantités de matière première à faible coût[réf. nécessaire]. Elle a développé rapidement d'importantes infrastructures ferroviaires, routières et portuaires pour assurer son commerce avec les pays voisins. Elle a été l'un des pays fondateurs de la Communauté économique européenne et a fait partie du premier cercle de l'Union économique et monétaire en janvier 1999.
Avec des exportations se montant à environ deux tiers du produit intérieur brut, la Belgique dépend de façon importante du commerce extérieur. La Belgique exporte proportionnellement le double de l'Allemagne et le quintuple du Japon (calcul par tête d'habitant). L'importance de cette position commerciale s'explique par la position géographique centrale en Europe, et une main d'œuvre globalement qualifiée, multilingue et productive.
Le secteur industriel belge peut être comparé à une machine complexe : il importe des matières premières et des produits semi-finis, qui sont ensuite ré-exportés une fois traités. Sauf pour son charbon, qui n'est désormais plus exploitable, la Belgique ne dispose pas de ressources minérales naturelles exploitables par les techniques actuelles. Nombre de secteurs traditionnels sont cependant présents dans son économie; ceci est dû à ses infrastructures de transport routier, ferroviaire et fluvial mises à profit par la sidérurgie, les textile (secteurs en décroissance), le raffinage pétrolier, la chimie, l'agro-alimentaire, les produits pharmaceutiques, la construction automobile, l'électronique, et les constructions mécaniques. L'ensemble de ces activités est favorisé par la position de la Belgique entourée par les Pays-Bas, l'Allemagne et la France, au carrefour des communications entre la Grande-Bretagne et l'Europe continentale, au centre de la zone d'Europe de l'Ouest la plus développée. Malgré l'activité industrielle développée de la Belgique, la part des services y atteint 71,8 % du PIB, pour 26,3 % du secteur secondaire et 1,9 % pour l'agriculture.

## Histoire

### AuXXesiècle
Le début des années 1980 fut pour le pays une période difficile d'ajustements structurels, de par une baisse de la demande pour les productions traditionnelles, une baisse des performances économiques, et des réformes structurelles qui furent mises en place tardivement. La crise consécutive de 1980-82 provoqua une hausse brutale du chômage et des coûts sociaux en général, et un endettement des ménages. Le déficit budgétaire monta à 13 % du PIB et l'endettement public dépassa les 100 % du PIB annuel. Cette dette était cependant essentiellement détenue par des Belges, connus pour leur propension à l'investissement mobilier et immobilier (70 % des ménages sont propriétaires de leur logement).
Pour redresser la situation économique, le Premier ministre Martens et sa coalition de centre-droit déployèrent en 1982 un plan de relance économique visant à promouvoir les exportations et la compétitivité des entreprises belges via une dévaluation du franc belge de 8,5 %. La croissance économique monta de 2 % en 1984 à 4 % en 1989. En mai 1990, le gouvernement lia le franc au Deutsche Mark en en suivant de près les taux d'intérêt. La croissance économique baissa dans les années 1990 à la suite de la hausse des taux du Deutsche Mark.
En 1992-1993, l'économie belge subit la pire récession depuis la Seconde Guerre mondiale, avec un PIB baissant de 1,7 % en 1993. La croissance reprit en 1999, avec une croissance du PIB atteignant 2,2 %. Les investissements (4 %) et les exportations (4,4 %) stimulèrent l'activité économique. La croissance de la consommation privée, freinée par une faible croissance des salaires et le manque de confiance des consommateurs, se montant à 1 %, pour une consommation publique de 0,9 %.
Fin 2005, La Belgique a compté 7 906 entreprises qui se sont déclarées en faillite pour la période 2005, c'est un chiffre qui représente à l'échelle nationale plus d'une entreprise sur cent. Selon une étude réalisée par le bureau d'études Graydon, il s'agit pratiquement d'un nouveau record.

## Données macroéconomiques

### PIB et croissance

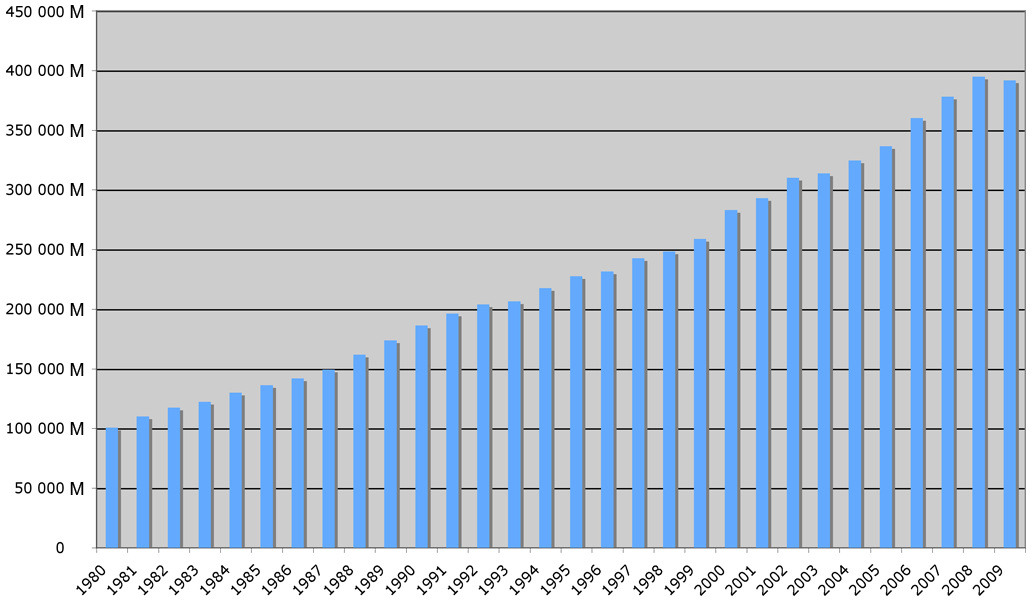
Graphique de l'évolution du PIB belge de 1980 à 2009

Après une croissance négative en 2009 due à la crise économique internationale, la Belgique a enregistré une croissance de + 2 % pour un PIB de 395 milliards de dollars en 2010. C'était l'une des meilleures performances dans la zone euro dans le contexte de l'après-crise.
Le PIB par habitant en 2010 s'élève à 37 800 dollars américains, ce qui positionne le pays à la 26e place du classement mondial.
Le PIB par habitant de la Flandre vaut 1,37 × le PIB par habitant de la Wallonie. Celui de Bruxelles vaut 1,69 x le PIB par habitant de la Flandre.

### Commerce extérieur

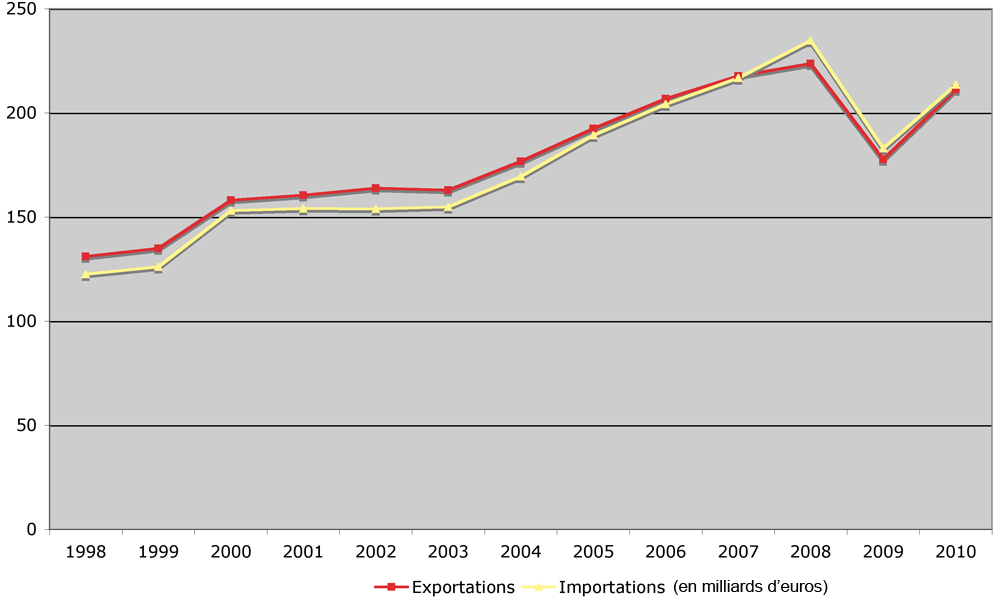
Importations et exportations en Belgique en milliards d'euros :
Exportations
Importations

Les exportations belges en 2010 se sont élevées à 211 milliards d'euros. Elles concernent pour les trois-quarts des pays de l'Union européenne, en particulier ses voisins : l'Allemagne, la France, les Pays-Bas et le Royaume-Uni. L'Italie et les États-Unis constituent également une part importante des exportations. La Belgique exporte principalement des produits chimiques (25 % des exportations – il s'agit principalement de produits pétrochimiques raffinés venant de la région d'Anvers), des machines et des appareils, des produits minéraux et du matériel de transport.
Les importations belges en 2010 se sont élevées à 213 milliards d'euros. Les principaux fournisseurs de la Belgique sont les Pays-Bas, l'Allemagne, la France, et dans une moindre mesure, les États-Unis, le Royaume-Uni, l'Irlande, la Chine et l'Italie. Ces importations concernent principalement les produits chimiques, les produits minéraux, les machines et appareils et le matériel de transport.
Si la balance commerciale de la Belgique avec les autres pays de l'Union européenne est positive, il en va tout autrement avec les pays non membres de l'Union européenne qui, en outre, tend à se détériorer. Le déficit commercial avec l'Asie se chiffre à près de 9 milliards d'euros en 2010. Globalement, la balance commerciale de la Belgique est déficitaire en 2010, à -2 milliards d'euros, mais tend à s'améliorer par rapport aux dernières années.

## Finances

### Monnaie

Pièce belge de 1 euro à l'effigie du Roi Philippe

La monnaie de la Belgique est l'euro depuis le 1er janvier 1999. En Belgique, c'est la Banque nationale de Belgique qui s'occupe de l'impression des billets et la Monnaie royale qui frappe les pièces selon les instructions de la Banque centrale européenne.
Avant l'introduction de l'euro, la monnaie était le franc belge dont la parité avec l'euro est de 40,339 9 francs belges pour 1 euro. Les anciennes pièces de monnaie en franc belge ne sont plus convertibles depuis le 31 décembre 2004, mais les billets restent convertibles indéfiniment. Le franc belge, lorsqu'il était encore en usage, avait libre circulation au Grand-duché du Luxembourg et sa parité au franc luxembourgeois était fixée à un pour un.
Contrairement à ce qui se passe dans certains pays de la zone euro, aucun parti politique d'importance ne propose un abandon de l'euro en Belgique. Un sondage de l'Eurobaromètre de 2013 montre que 49 % des Belges pensent que l'euro a permis d'atténuer les effets de la crise et que 49 % pensent le contraire.

### Dette et déficits publics
Après avoir dépassé un ratio dette publique sur PIB de 130% au début des années 1990, le ratio était retombé à 87% en 2007. Ensuite, le ratio est remonté à 104,5% en 2013. Par conséquent, la Belgique ne respecte pas ses engagements du pacte budgétaire européen qui impose un plafond de 60% à ce ratio.
Alors que le déficit public était selon l'année compris entre 2,6% et -0.3% (c'est-à-dire en excédent) entre 1997 et 2008, il a brusquement augmenté en 2009 et dépassé le plafond imposé par le pacte budgétaire européen (3%). En 2013, il est redevenu conforme à 2,9%.
Les mesures, qualifiées d'austères et consistant principalement à réduire les dépenses publiques et augmenter les prélèvements fiscaux, des gouvernements successifs qui avaient vocation à faire baisser le déficit à la suite de la crise de 2007 ont été très critiquées par l'opposition, les syndicats et certains économistes keynésiens qui y voient une politique déflationniste qu'ils considèrent dangereuse, comme Bruno Colmant. Cette période est politiquement marquée, en Wallonie et à Bruxelles, par un regain d'intérêt pour le PTB, un parti communiste, qui récolte notamment 5,76% des voix lors des élections régionales Wallonnes en 2014, et dénonce entre autres la répartition, estimée injuste, des efforts demandés aux citoyens.

## Données sectorielles

### Secteur primaire

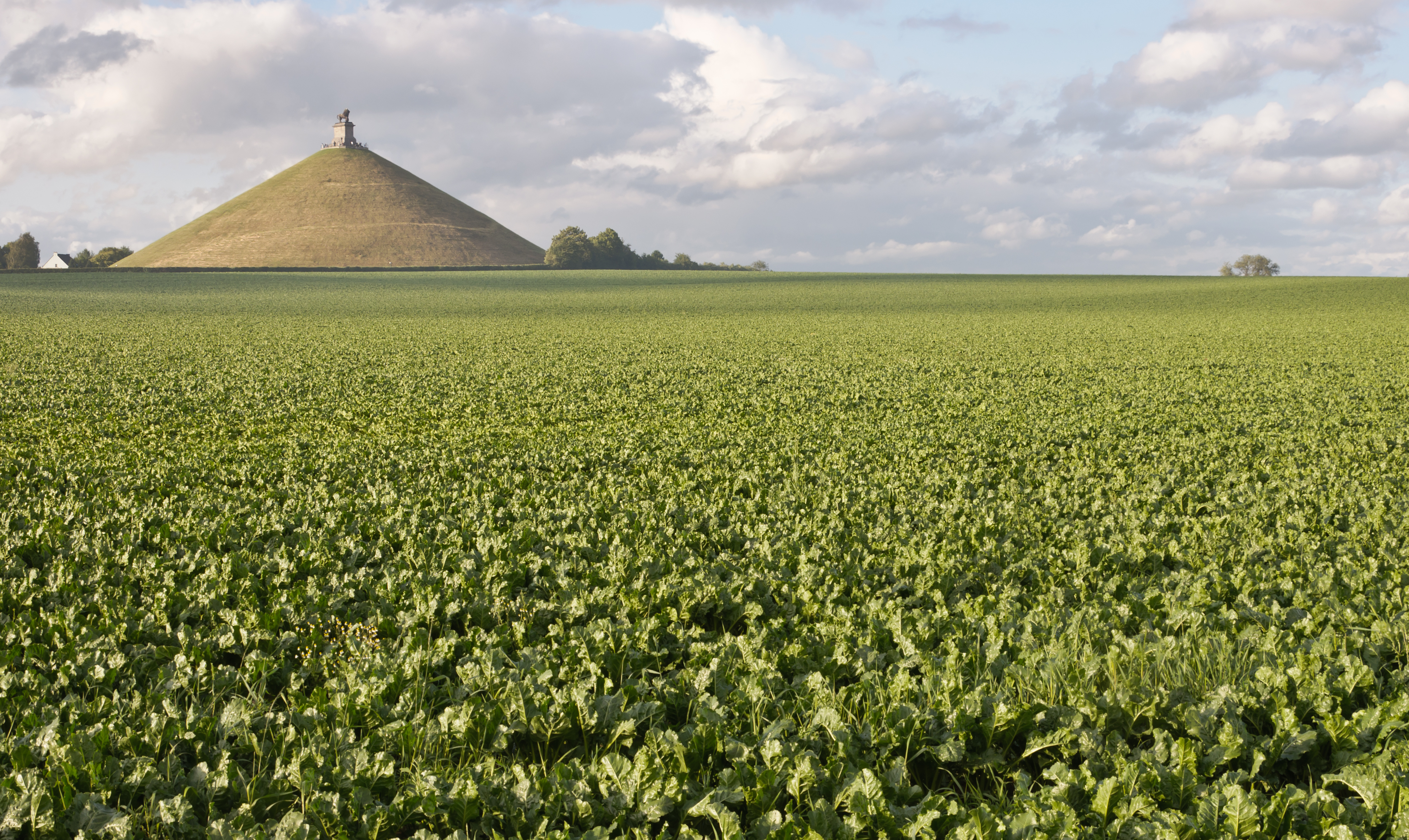
Champ de betteraves dominé par la Butte du Lion à Braine-l'Alleud, sur le site de la bataille de Waterloo.

En 1846, les cultivateurs représentent encore 52 % de la population économiquement active:
- en 1880, 22 %
- en 1913, 16 %
- actuellement 2 %

En 1846, intervient encore pour plus de 50 % dans le PNB:
- en 1880, 29 %
- en 1913, 15 %
- actuellement, 0,7 %

## Infrastructures

### Transport
Située au cœur de la région la plus riche d'Europe, l'économie de la Belgique est tournée pour une part importante vers le transport et la logistique des marchandises. Tradition séculaire pour la Flandre, avec ses grands ports, ce n'est que plus récemment que la Wallonie s'est tournée vers ce type de services.
La Belgique peut se targuer de posséder les infrastructures de transport parmi les plus denses du monde, mais cela doit être mis en parallèle avec la densité de sa population qui est également l'une des plus denses du monde pour un pays.

#### Transport routier

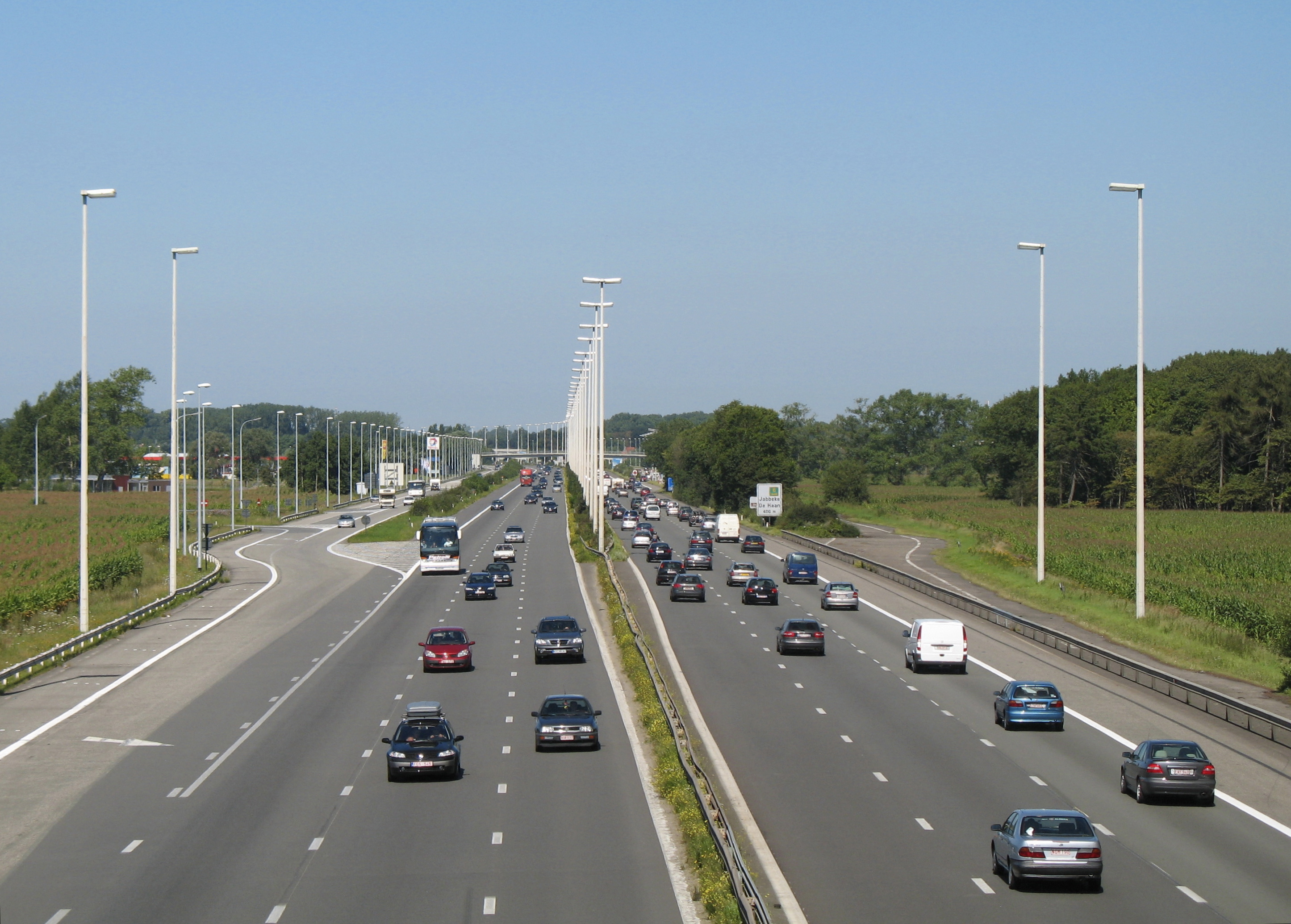
Autoroute près de Jabbeke

Avec plus de 149 000 km, le réseau routier belge est le deuxième en Europe en densité (km/km2), juste après celui des Pays-Bas. Ce réseau inclut notamment 1 763 km d'autoroutes, entièrement éclairées de nuit et gratuites.
Ces statistiques globales ne doivent pourtant pas faire oublier que la situation est très différente au nord et au sud du pays. Si, en Flandre, le réseau routier est en très bon état et parfaitement cohérent, en Wallonie, beaucoup de routes sont en relativement mauvais état avec de nombreux nids de poule. Mis en cause : l'inexistence d'une politique cohérente du réseau routier wallon jusqu'à récemment et un investissement trop faible (le plus faible investissement européen par kilomètre). Cependant, un plan pour le futur a été inauguré en mai 2010 incluant un investissement de 875 millions d'euros affecté à la remise en état du réseau et une charte de qualité "Qualiroute" à l'intention des entrepreneurs entrera en vigueur dès 2012.

#### Transport ferroviaire

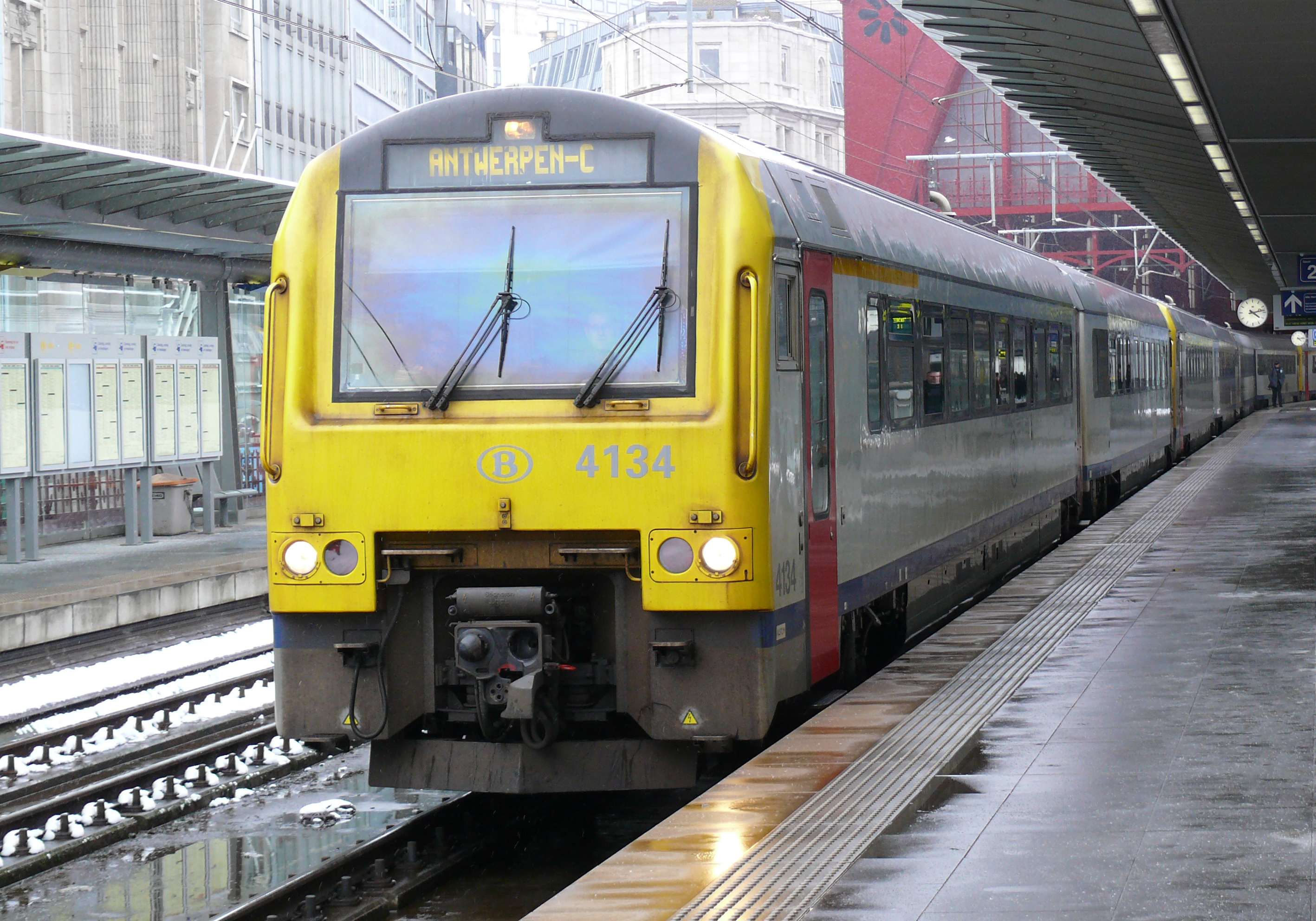
Train à la gare d'Anvers

La Belgique possède l'un des réseaux ferroviaires les plus denses du monde avec 3 437 km de voies. Il est utilisé par 230 000 000 voyageurs chaque année (en 2017), et plus de 62 millions de tonnes de marchandises. Il est équipé de lignes à grande vitesse directes vers Paris (Bruxelles-Paris en 80 minutes), Londres (Bruxelles-Londres en 111 minutes), Amsterdam et Cologne.
Cependant, les trains accusent des retards très fréquents (en 2010, 13 % des trains avaient un retard de plus de 6 minutes à leur arrivée au terminus). La SNCB met en cause le matériel ferroviaire défectueux qui ne pourra être changé qu'à partir de 2013[obsolète] .

#### Transport aérien

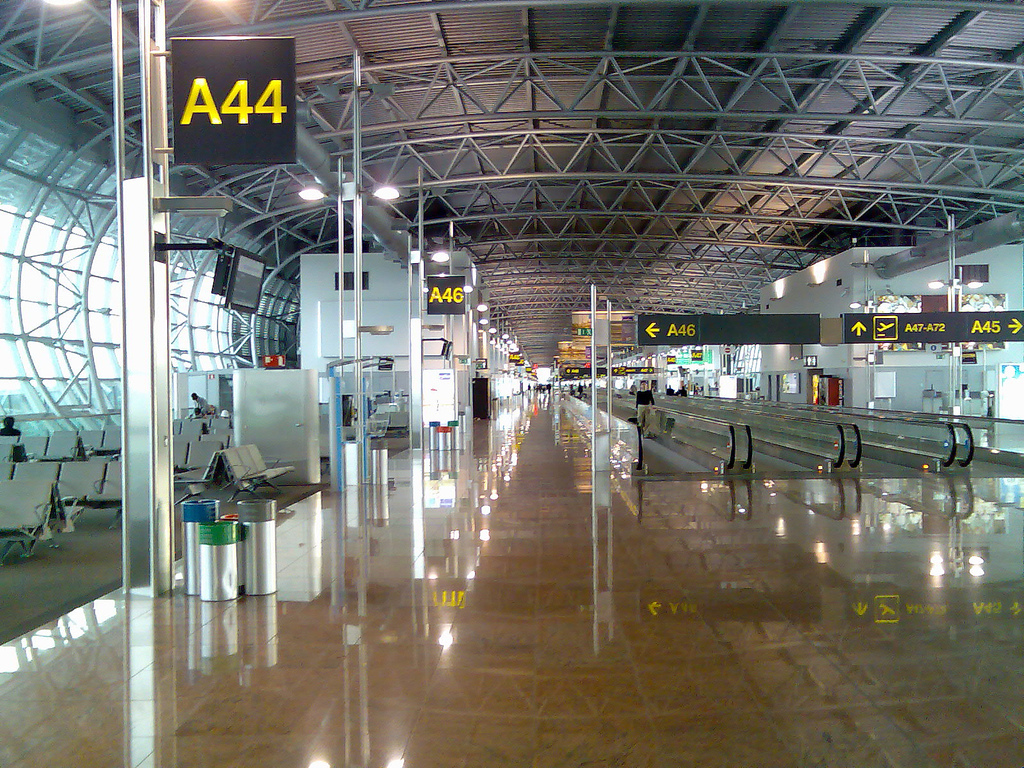
Terminal de Brussels Airport

Le principal aéroport de Belgique est l'Aéroport de Bruxelles-National avec 24 783 911 passagers en 2017, et un nombre important de destinations internationales variées. Il est également un aéroport de fret où sont traités 535 634 tonnes de marchandises par an (en 2017).
L'aéroport de Liège est le plus grand aéroport de fret du pays, avec 716 894 tonnes de marchandises traitées en 2017. La croissance de son activité est continue depuis sa création, en 1997.
L'aéroport de Charleroi Bruxelles-Sud, quant à lui, est le deuxième aéroport passager de Belgique avec 7 702 099 passagers en 2017 et une croissance continue de l'activité depuis sa création en 2001. Il propose principalement des destinations européennes à bas prix.
En outre, le pays possède plusieurs compagnies aériennes. Brussels Airlines est la compagnie aérienne porte-drapeau (« flag carrier ») de Belgique : elle dessert 130 destinations au départ de l'Aéroport de Bruxelles-National, principalement en Europe, mais aussi en Afrique (21 destinations), en Amérique du Nord (3 destinations) et en Inde (1 destination). En 2010, elle a transporté 5 millions de passagers.
Depuis 2018, la compagnie Air Belgium dessert la Chine au départ de l'aéroport de Charleroi Bruxelles-Sud. Les autres compagnies aériennes belges sont VLM Airlines (compagnie flamande basée à Anvers), TUI fly Belgium (compagnie charter au départ des cinq principaux aéroports belges – anciennement Jetairfly), ASL Airlines Belgium (transport de fret depuis l'aéroport de Liège – anciennement TNT Airways) et Abelag Aviation (aviation d'affaires).

#### Transport fluvial et portuaire

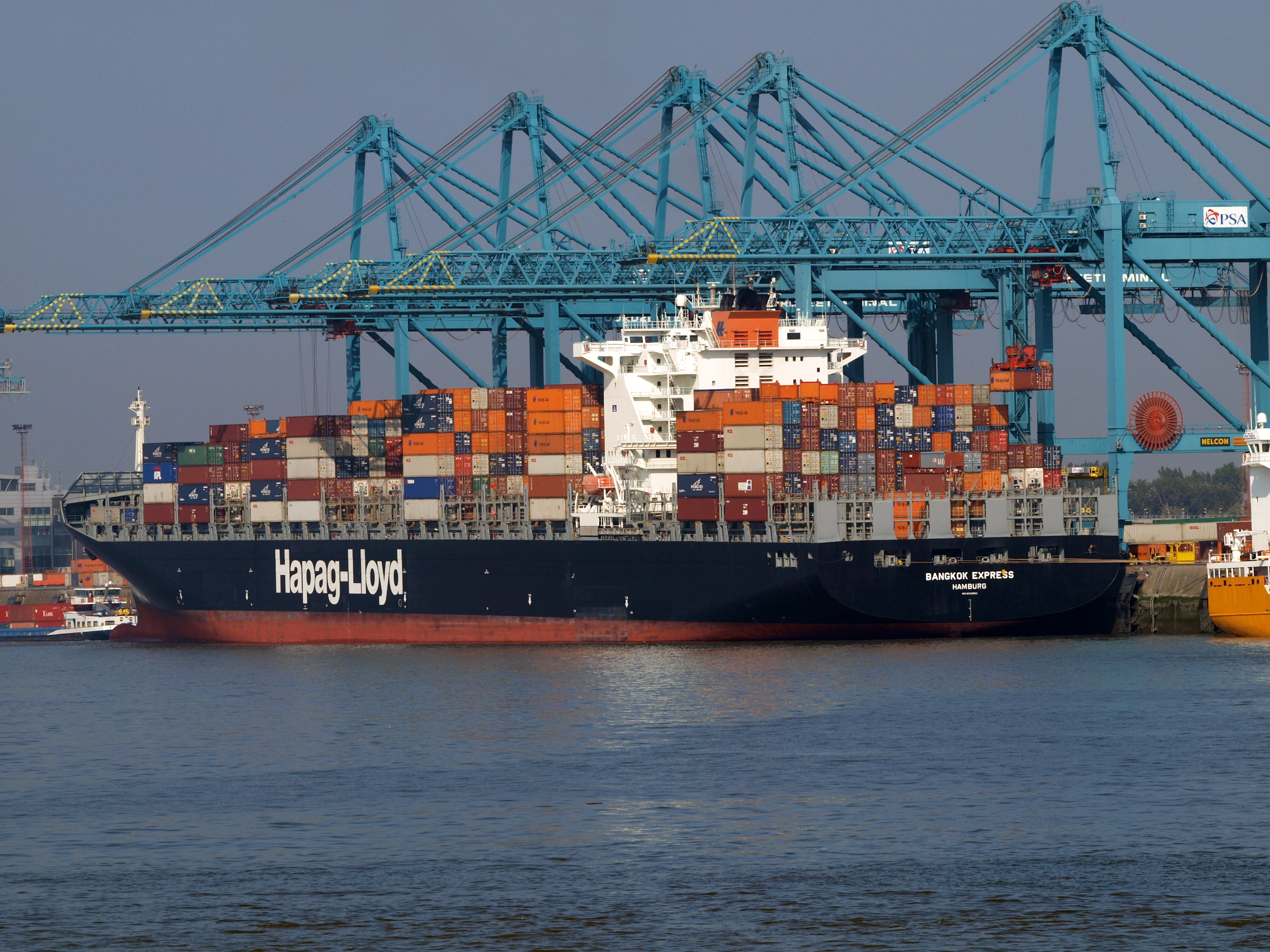
Port d'Anvers

La Belgique possède le deuxième plus grand port maritime d'Europe, le port d'Anvers. Il a traité 190 millions de tonnes de marchandises en 2008 et il a l'intention de se développer pour atteindre 300 millions de tonnes de marchandises par an. À celui-ci, on peut ajouter le port de Zeebrugge et le port de Gand. Tous ces ports sont relativement proches les uns des autres puisqu'ils sont tous situés sur la côte belge et créent une véritable dynamique économique dans la région.
En plus de cela, la Belgique possède un vaste réseau de voies navigables, le plus dense du monde, (1 532 km) comme l'Escaut, la Meuse, leurs affluents et les nombreux canaux qui y sont reliés. Le port de Liège est le troisième port fluvial européen en tonnage et est en pleine expansion avec le projet Liège Trilogiport.
Le port de Bruxelles est le port de mer situé le plus à l'intérieur des terres. Relié à Anvers par l'Escaut et un canal à grand gabarit, il est accessible à des navires de mer de 4 500 tonnes, tels les bateaux russes qui, à l'époque de l'Union soviétique, amenaient ce que l'on appelle les « bois du nord », ainsi que des caboteurs, mais aussi, en des occasions exceptionnelles, à des navires de guerre en visite officielle et à des petits paquebots comme les malles Ostende-Douvres dont l'une vint s'amarrer aux quais bruxellois à l'occasion de l'Exposition Universelle de 1958. Mais la plus grande partie du trafic est assurée par des péniches qui traversent la Belgique et Bruxelles allant vers Anvers et les Pays-Bas, mais aussi vers les canaux du nord de la France par les ouvrages d'art parmi les plus importants du monde que sont le plan incliné de Ronquières et les ascenseurs de Strépy-Bracquegnies accessibles au plus grands trains de péniches.
La Belgique possède également des ports secs, comme le terminal conteneurs d'Athus à l'extrême sud du pays, en province de Luxembourg. Il travaille pour la plupart avec le port d'Anvers et de Zeebruges dans le transport de conteneurs depuis la mer vers l'intérieur des terres, principalement dans la Grande Région.

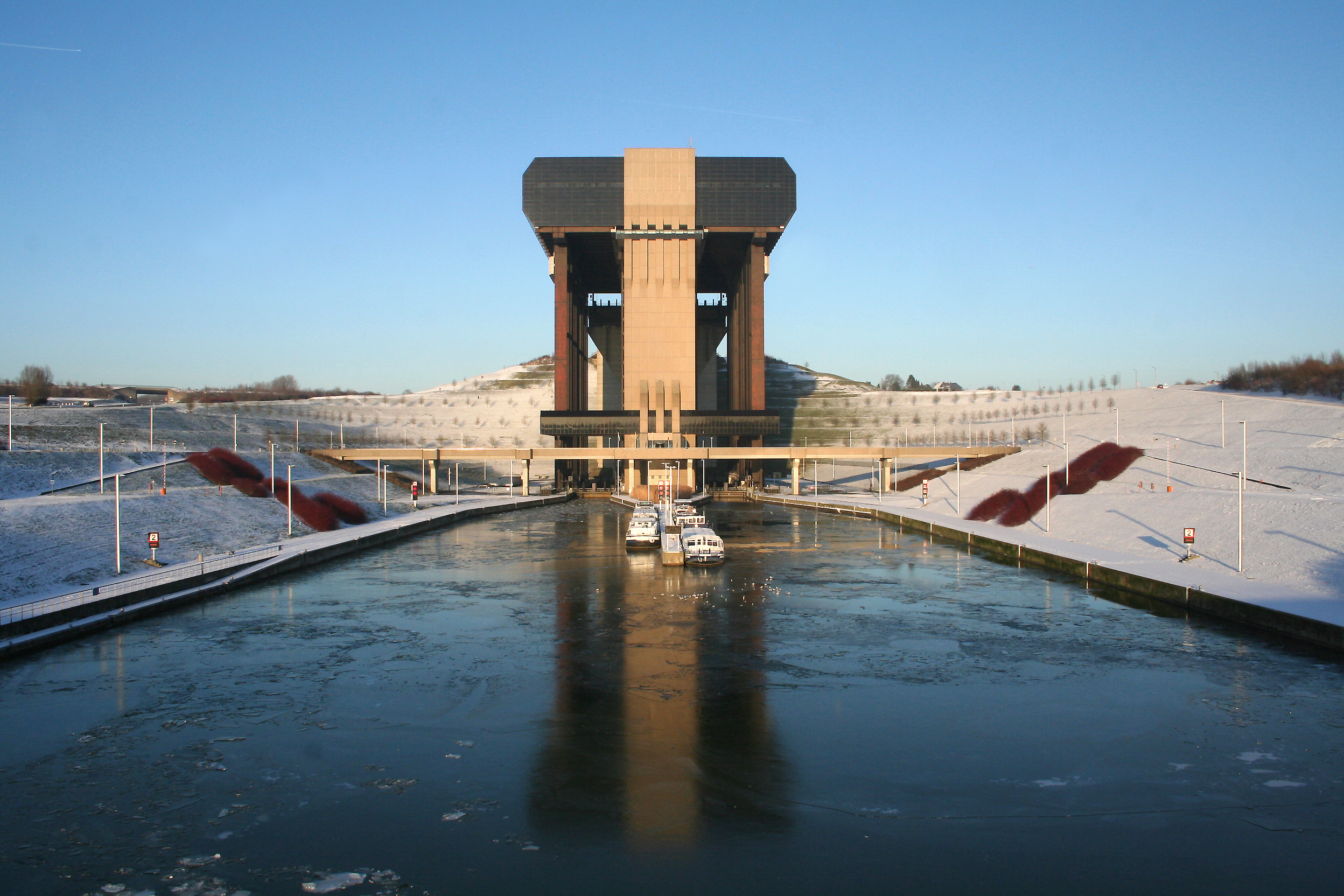
Strépy-Bracquegnies : le plus grand ascenseur à bateaux d'Europe
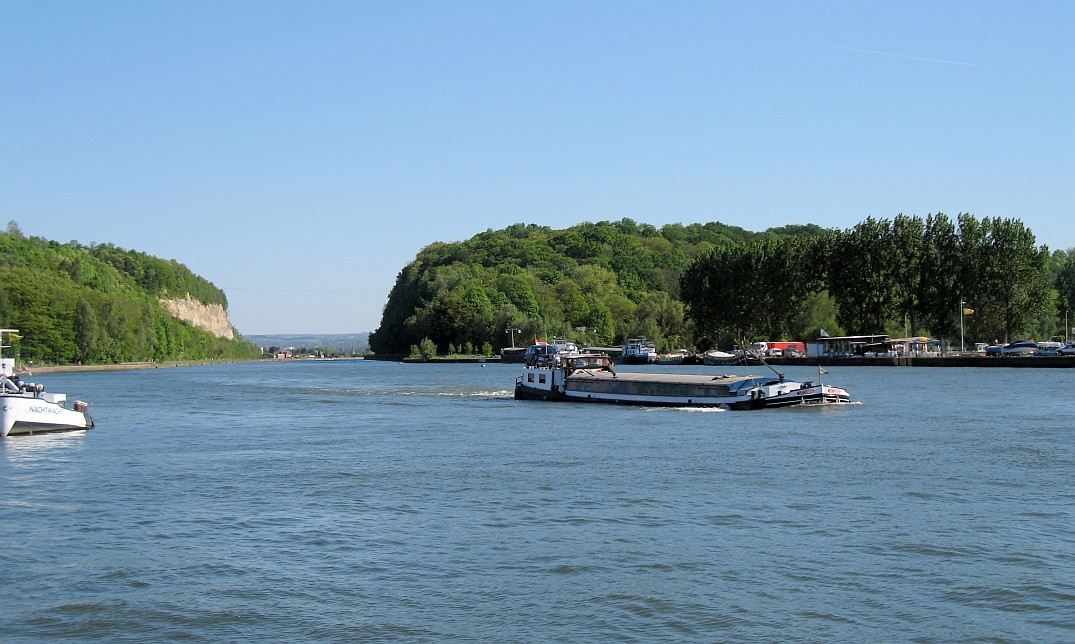
Péniche sur le canal Albert (long de 130 km) à Kanne
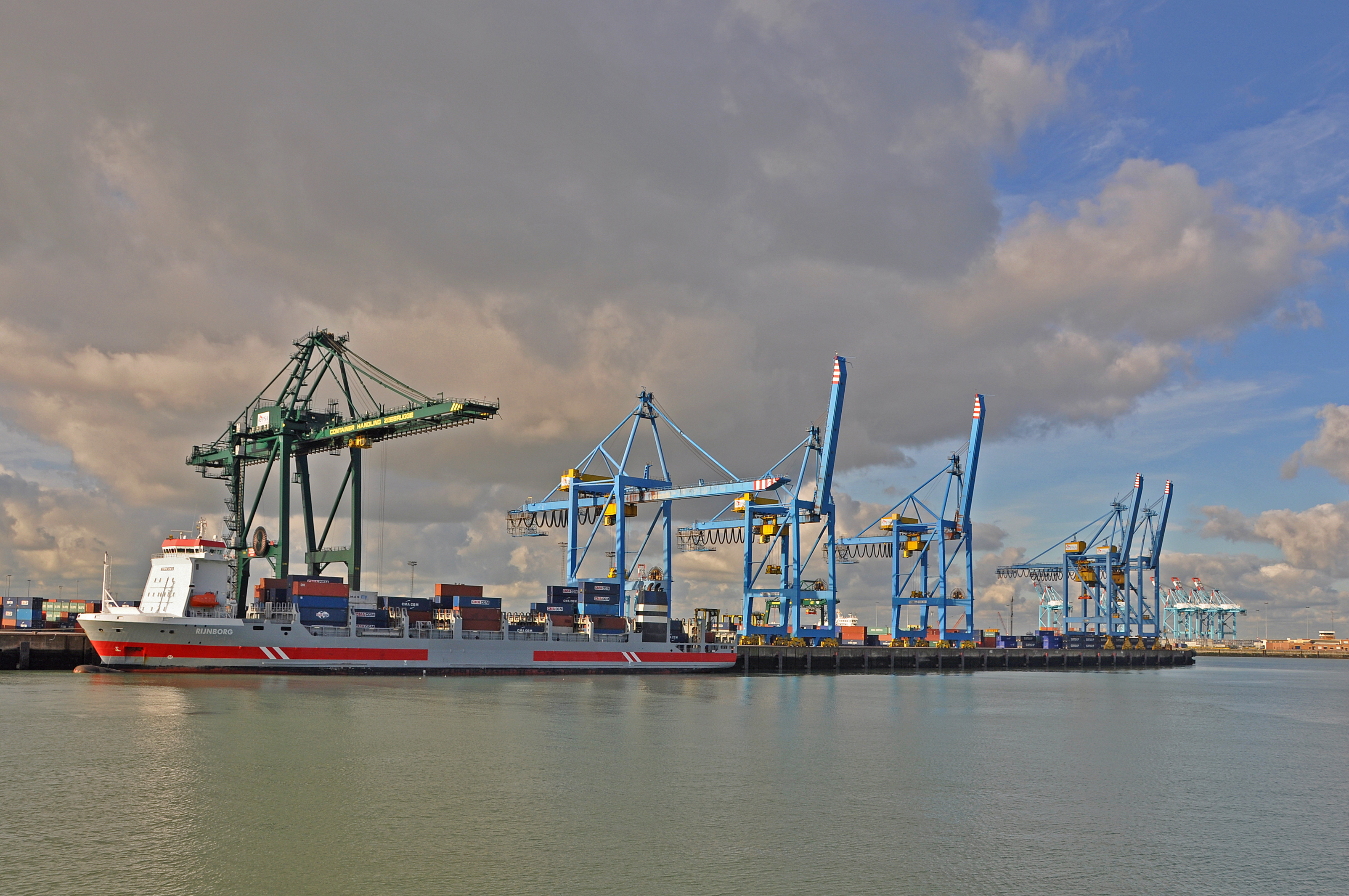
Port de Zeebrugge
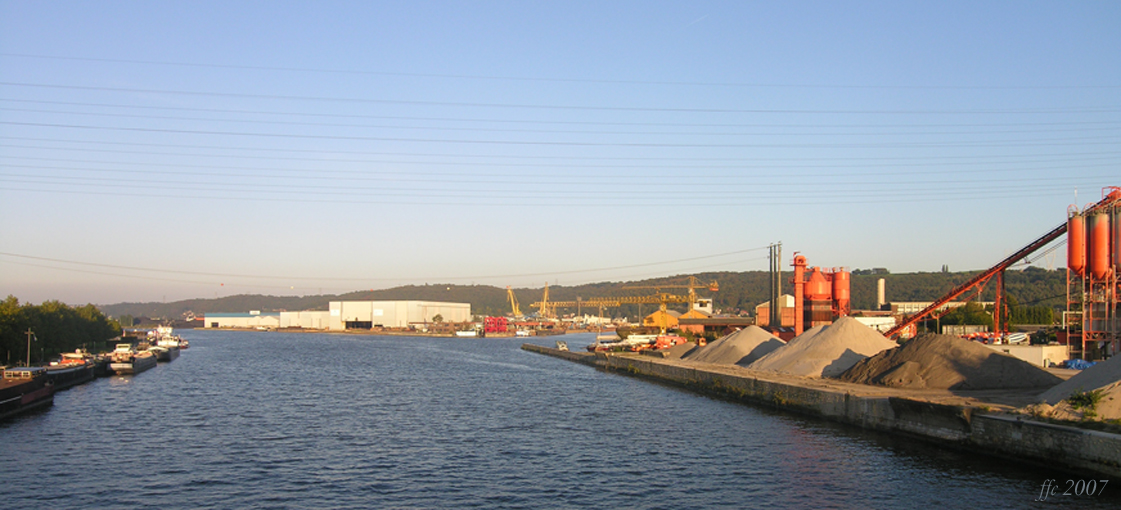
Port de Liège
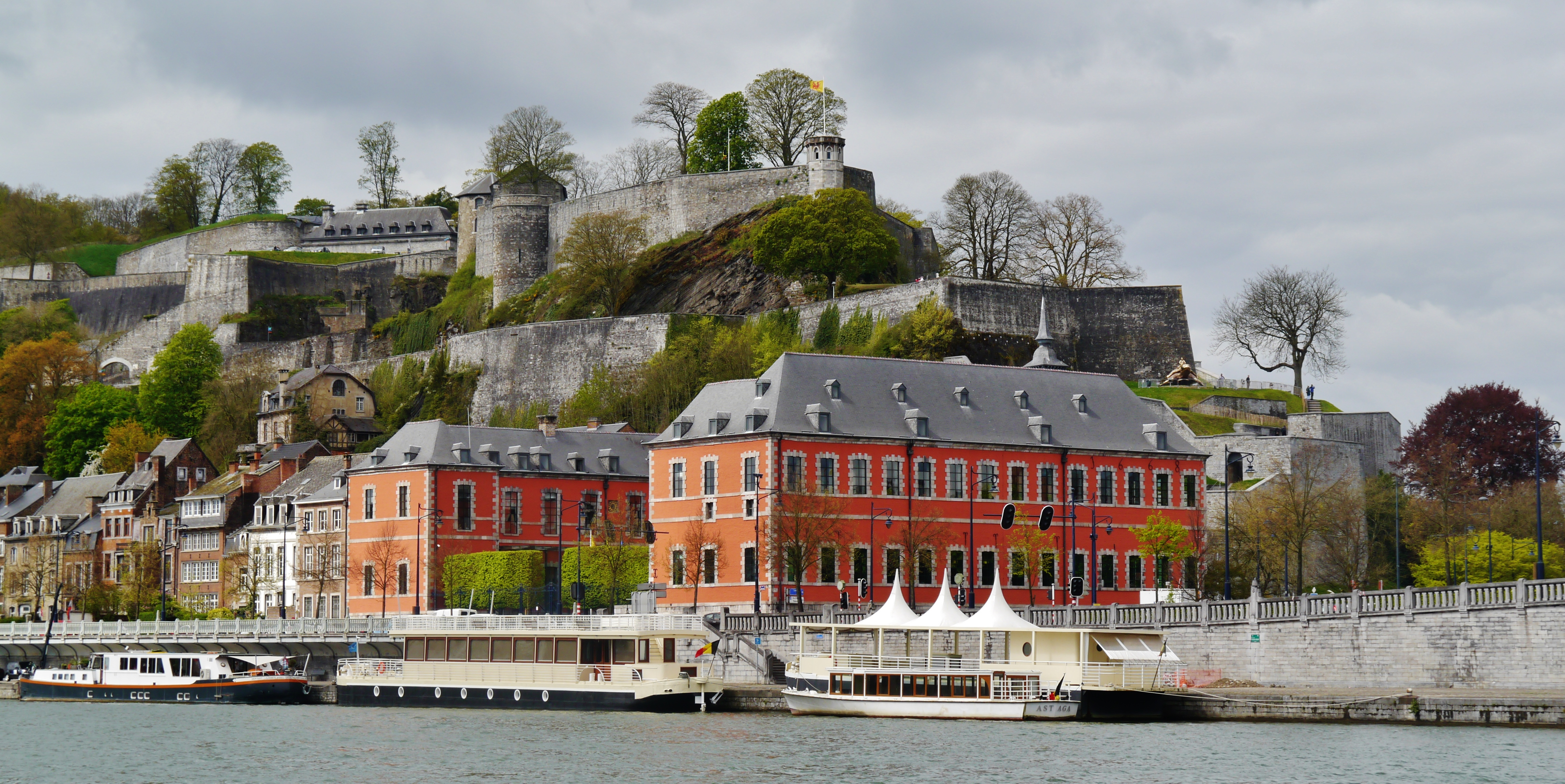
Péniche de marchandises sur la Meuse à Namur
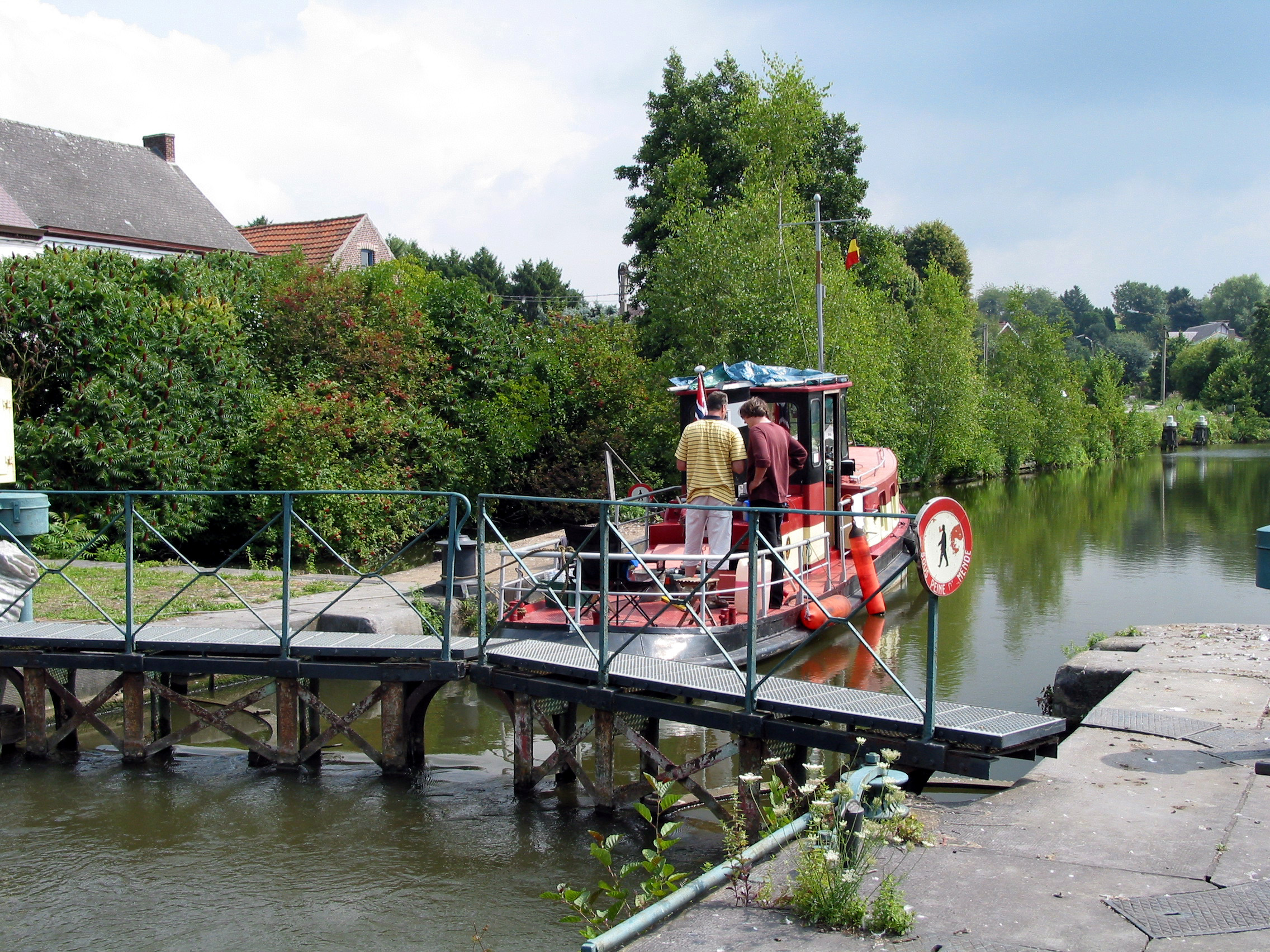
Écluse à Ronquières
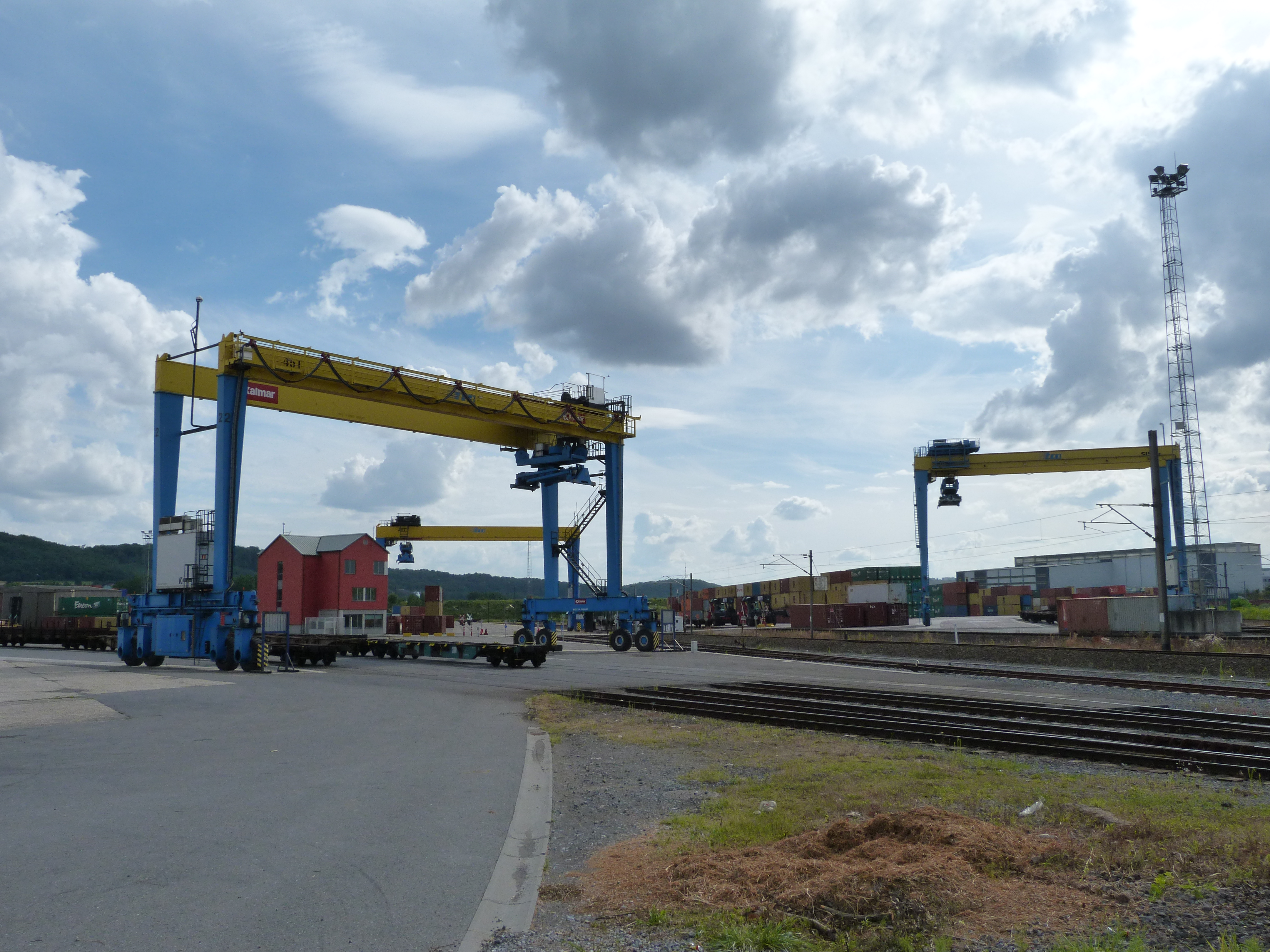
Le terminal conteneurs d'Athus, le plus grand port sec du pays.

### Énergie

#### Pétrole

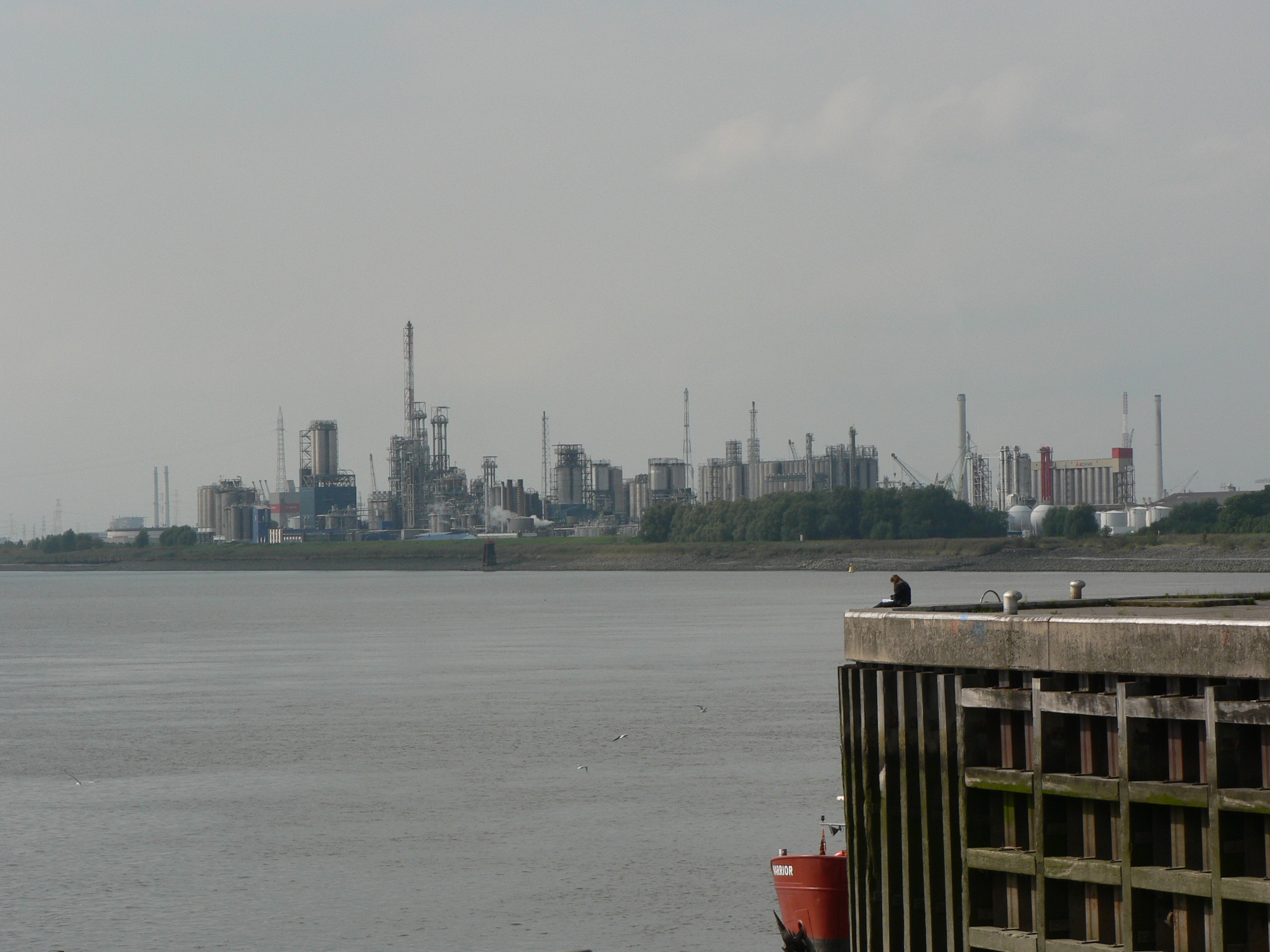
Une raffinerie de pétrole à Anvers

La consommation totale de pétrole en Belgique reste relativement stable ces 30 dernières années, s'établissant à 30 Mtep par an, représentant 41 % de la consommation totale d'énergie du royaume et se répartissant selon les secteurs de cette manière : transport : (46 %) - industrie (33 %, principalement utilisé par les industries pétrochimiques) - résidentiel, commerce et service public : (27 %). Les principaux produits pétroliers consommés sont le fioul résiduel, le diesel, le naphta et le mazout. Le fioul résiduel est principalement utilisé dans les réservoirs des marines internationales. Le naphta est principalement utilisé par les nombreuses industries pétrochimiques du pays. Le diesel représente 82 % du pétrole utilisé par le secteur du transport et ce taux continue de croître : 9 voitures sur 10 achetées en Belgique sont équipées d'un moteur au diesel.
La Belgique ne dispose d'aucune source indigène de pétrole et est donc obligée d'importer la totalité de son pétrole brut. Le principal importateur est la Russie (près de 40 %)[réf. obsolète], l'OPEP (31 %) principalement l'Arabie saoudite - l'Iran 7,5 %, la mer du Nord (22 %) (Royaume-Uni et Norvège). Cependant, le pays possède l'une des plus grandes industries pétrochimiques d'Europe, d'une capacité de 800 000 barils par jour, basée à Anvers, qui en fait un exportateur net de produits pétroliers raffinés avec 18,2 Mt importé pour 19,5 Mt exporté en 2008. Ses principaux clients sont les pays européens voisins. Le réseau de pipelines CEPS de l'OTAN est très dense en Belgique et permet de la relier au reste de l'Europe.
Les taxes sur l'essence sont très élevées, 63 %, ce qui rend le prix à la pompe l'un des plus chers du monde. Concrètement, en 2010, le litre d'essence coûtait en moyenne 1,46 euro à la pompe. Le gazole bénéficie d'une taxation moins élevée, dans la moyenne européenne, ce qui fait le succès des moteurs Diesel en Belgique. Son prix moyen au litre en 2010 était de 1,2 euro. On notera également une diminution drastique du nombre de stations-service entre 2000 et 2007 où l'on passera de 4750 à 3295. Les projections laissent entendre que le mouvement n'est pas arrêté et prévoit que le nombre passe à 2600 en 2015. Les raisons invoquées sont que les stations-service représentent désormais un trop grand investissement, notamment pour être en conformité avec les normes environnementales et lutter contre le vol et la grivèlerie. Plus anecdotiquement, au sud du pays, un grand nombre de consommateurs frontaliers achètent leur essence au Grand-duché du Luxembourg où les taxes sont plus faibles.

#### Gaz naturel

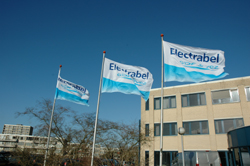
Drapeaux d'Electrabel GDF Suez

Le gaz naturel représente 26 % de la consommation totale d'énergie en Belgique, soit 15 Mtep par an. Elle se répartit de la manière suivante : résidentiel, commerce et service public (36 %) - industrie (35 %) - production d'électricité (30 %). La part de la production d'électricité dans cette consommation a commencé à augmenter de manière significative à partir des années 1990. Elle devrait continuer à augmenter à l'avenir car une grande partie de la production d'électricité nucléaire devrait être remplacée par le gaz naturel dans le courant 2015-2025.
La Belgique dépend entièrement de ses importations pour le gaz naturel dont elle ne possède pas de ressources. Ses principaux vendeurs sont les Pays-Bas (39 %), la Norvège (31 %) et le Qatar (13 %). Néanmoins, les ventes en provenance des Pays-Bas et de la Norvège devraient diminuer à moyen et long terme, ce qui augmenterait la dépendance de la Belgique à la Russie et au Moyen-Orient. Les principales entreprises importatrices sont Distrigas et GDF Suez. Sur la côte, Zeebrugge est un important hub européen construit par une avancée en haute mer accessible aux grands navires de mer et terminal du transport du gaz naturel avec le pipeline Interconnector (en) (venant du Royaume-Uni) et le Zeepipe (en) (venant de Norvège).
Le réseau de transport se constitue de 3 800 km de pipeline qui transporte 17.5 milliards de mètres cubes de gaz par an pour la consommation belge et 80 milliards de mètres cubes pour le transit. Le réseau de transport global est géré par Fluxys qui distribue également du gaz à des sous-réseaux détenus par diverses sociétés qui s'occupent de la distribution à l'utilisateur final.
Distrigas et ECS se partagent la plus grande partie de la vente au détail. Le prix du gaz au particulier se situe entre 0,60 € et 0,80 € par mètre cube selon les saisons. L'État Belge possède de large part des entreprises Distrigas et Fluxys, mais le marché est libéralisé et investi par de nombreux intérêts privés.

Carte des ressources de gaz et de pétrole en Europe
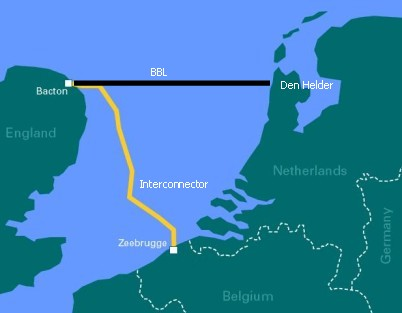
Pipeline Interconnector entre Bacton (Royaume-Uni) et Zeebrugge
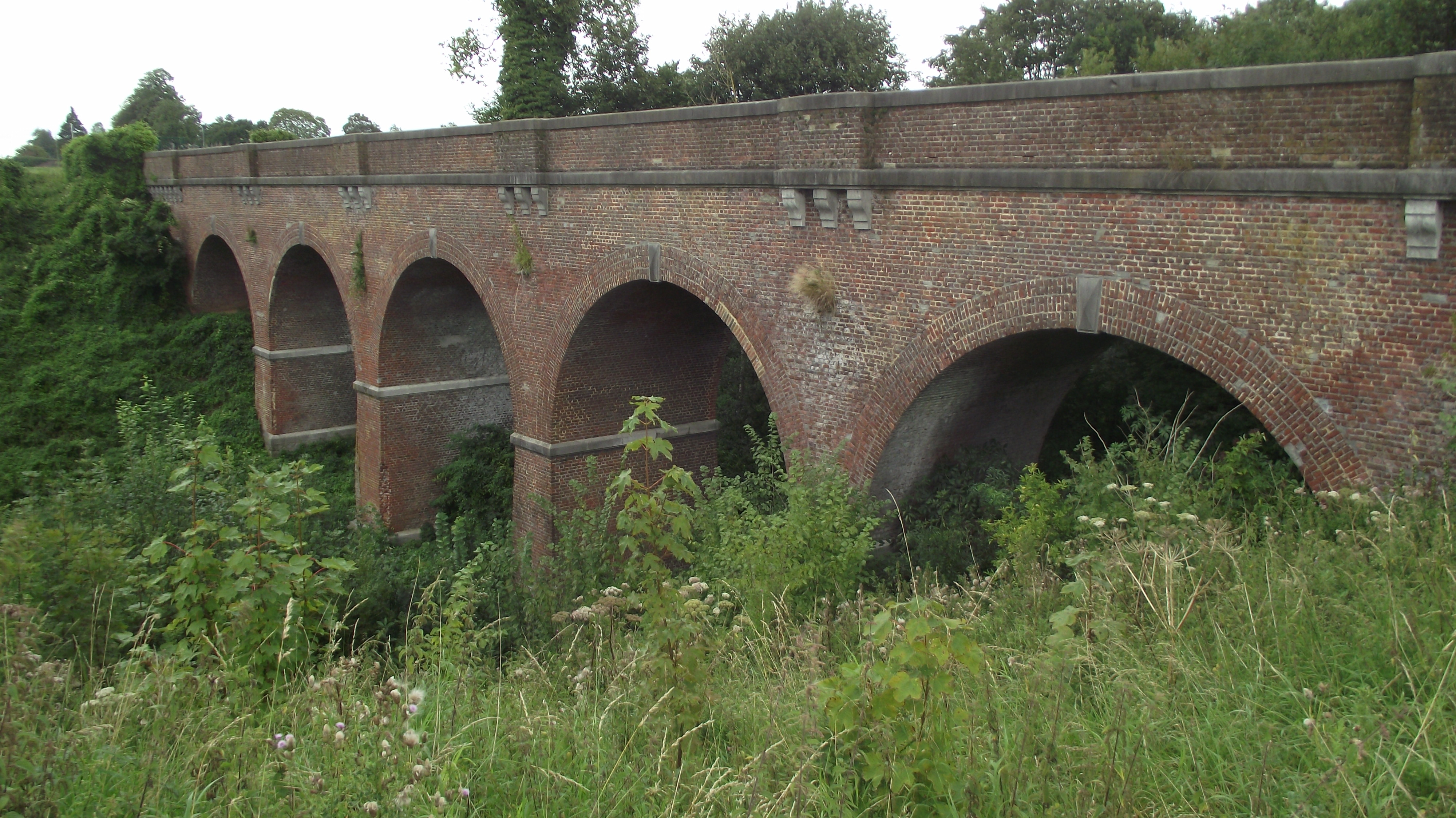
Ancien pont de chemin de fer, maintenant utilisé comme pipeline pour le gaz à Casteau

#### Électricité

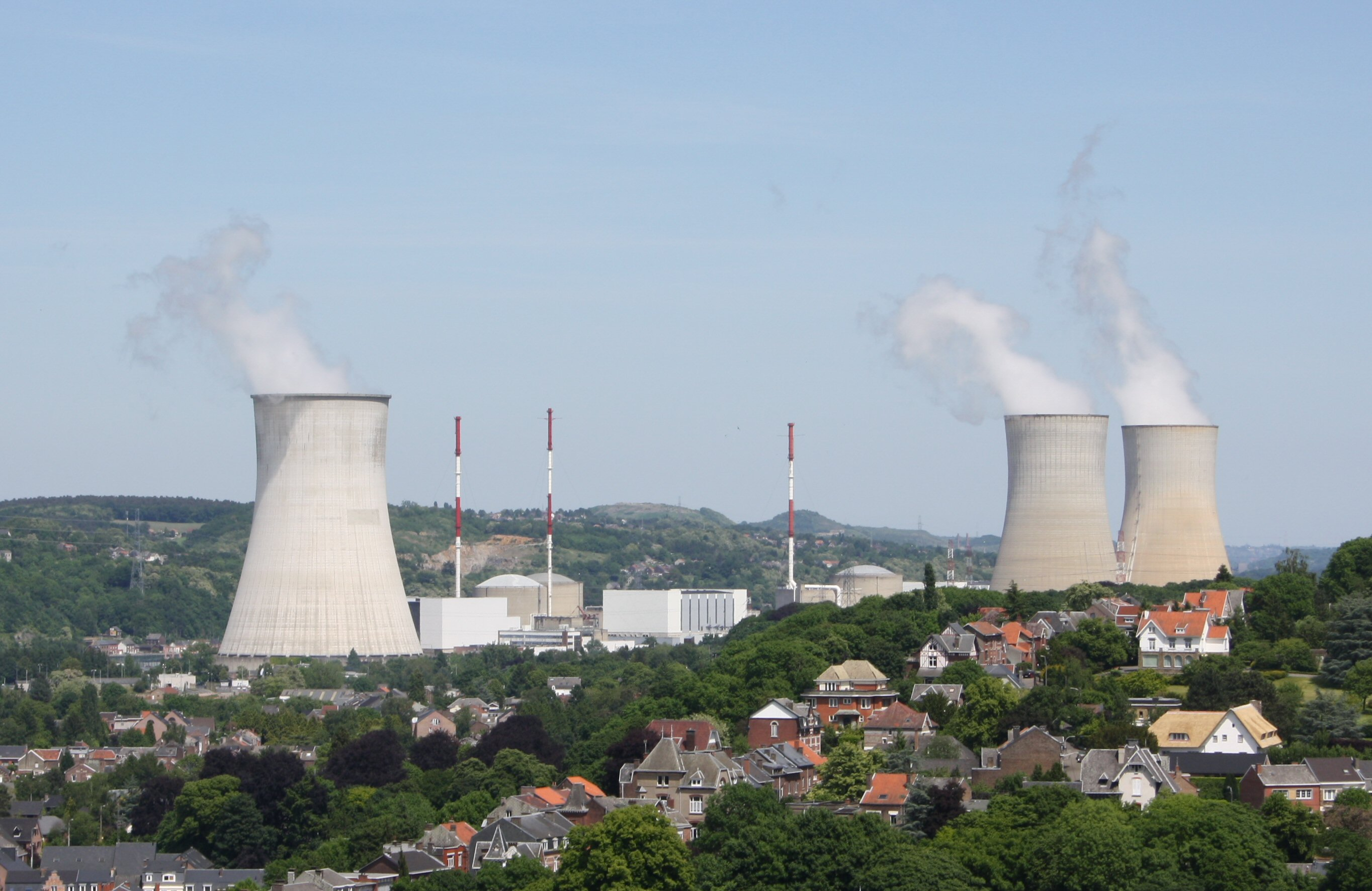
Centrale nucléaire de Tihange

La production électrique en Belgique est largement dominée par le nucléaire (60 % en 2012), suivi par le gaz (25 %) et le charbon (10 %). Le tout représentant une production de 84 TWh pour une consommation de 88 TWh, la différence étant importée des pays voisins (Il arrive cependant que la Belgique exporte plus d'électricité qu'elle n'en importe, selon les années) et se répartit selon les secteurs de cette manière : industrie (50 %), résidentiel (22 %), commerce et service public (20 %) et le reste (8 %). La consommation a connu une croissance de +6 % en 2010 après une baisse de la consommation en 2009, principalement dans l'industrie, due à la crise économique. Elle observe, en fait, une croissance moyenne de +2,4 % par an depuis 1974. Le réseau de lignes à haute et moyenne tension a une longueur de 8 412 km.
Près des deux tiers de la production et de la distribution sont assurés par le groupe français GDF Suez par le biais de sa filiale belge Electrabel. Vient ensuite la société belge SPE-Luminus qui produit 13 % de l'électricité en Belgique et en distribue 20 %. Malgré une libéralisation du marché en 2003, ces deux producteurs et distributeurs historiques conservent leur place de leader du marché (70 à 85 % des parts de marché) face à de nombreux autres concurrents (environ 500 en 2010), principalement spécialisés dans le domaine des énergies renouvelables. Le réseau de transport est, quant à lui, géré par la société belge Elia.
On voit, par ailleurs, une nette augmentation de la production d'énergie renouvelable ces dernières années. Ainsi la production par la biomasse a doublé en 5 ans et atteint 4 500 GWh en 2009. La production par l'éolien a quintuplé sur la même période et se chiffre à 1 000 GWh la même année. Quant au solaire, il passe de la quasi-inexistence à une production de 160 GWh. Les gouvernements (fédéral et régionaux) incitent les consommateurs à se tourner vers ce type d'énergie par des subsides et des déductions fiscales. Notons toutefois que la production d'électricité verte reste très marginale par rapport à la totalité de la production nationale.
En 2011, le prix moyen du kWh pour un particulier était de 0,21 euro et de 0,059 euro pour les entreprises.

## Économie fédérale, régionale et communautaire
L'économie de la Belgique peut s'appréhender, à première vue, comme un tout sous plusieurs aspects, certains de ses traits caractéristiques se révélant comme le fait d'une seule ville ou région, et ce malgré les différences majeures entre les régions. Concrètement, les économies flamande et wallonne se distinguent sur de nombreux points (cf. les statistiques d'Eurostat et l'OCDE), et les villes principales du pays, Bruxelles, Anvers, Liège, Bruges, Charleroi et Gand, ont toutes des caractéristiques propres qui s'intègrent dans l'ensemble.

### Compétences économiques
Les compétences politiques concernant l'économie en Belgique sont réparties entre l'autorité fédérale, les autorités régionales et les autorités communautaires. L'autorité fédérale est la plus haute institution politique belge. Viennent ensuite les autorités régionales et communautaires, complémentaires et sur le même pied.
Certaines compétences sont partagées par plusieurs autorités.

#### Compétences économiques fédérales[45]
Les compétences fédérales, en sus de la justice, de la défense et de la politique extérieure sont les compétences de l'État belge sur l'intégralité du territoire de la Belgique. À noter que l'exercice par l'état fédéral de missions internationales de commerce - exercées sous l'égide d'un membre de la famille royale, le plus souvent le prince héritier - inclus la participation des régions.
Compétences fédérales:
- Commerce international
- Politique monétaire
- Financement des régions et des communautés
- Énergie (dont l'énergie nucléaire)
- Transport (train)
- Télécommunications
- Poste
- Recherche scientifique
- Sécurité sociale + Santé publique
- Politique des prix et des revenus
- Protection de l'épargne

D'une manière générale, l'autorité fédérale est compétente pour tout ce qui n'est pas expressément défini comme étant de la compétence des communautés et des régions.

#### Compétences économiques régionales[46]

Carte des régions de Belgique
Région Bruxelles-Capitale
Région flamande
Région wallonne

Les compétences régionales sont les compétences des trois régions de la Belgique sur leur territoire propre : 
- Aménagement du territoire
- Environnement et politique de l'eau
- Rénovation rurale et conservation de la nature
- Logement
- Agriculture
- Économie
- Politique de l'énergie
- Pouvoirs subordonnés (cultes et communes)
- Politique de l'emploi
- Travaux publics et transport
- Bien-être des animaux
- Sécurité routière
- Tutelle des provinces, des intercommunalités et des communes

#### Compétences économiques communautaires

Carte des communautés linguistiques de Belgique
Communauté flamande (en jaune)
Communauté française (en rouge)
Région Bruxelles-Capitale (où les 2 communautés ont des compétences, striée jaune et rouge)
Communauté germanophone (en bleu)

Les compétences communautaires sont les compétences des trois communautés linguistiques officielles de la Belgique sur les individus membres de cette communauté. Les communautés sont au nombre de trois :
- la Communauté flamande, formée des citoyens belges domiciliés dans les cinq provinces de la Région flamande et les citoyens belges néerlandophones domiciliés dans la région de Bruxelles-Capitale ;
- la Communauté française, formée des citoyens belges domiciliés dans les cinq provinces de la Région wallonne et les citoyens belges francophones domiciliés dans la région de Bruxelles-Capitale ;
- la Communauté germanophone, formée des citoyens belges domiciliés dans les neuf communes de la région de langue allemande.

Les compétences des communautés sont les suivantes :
- Enseignement
- Matières culturelles
- Matières personnalisables, c'est-à-dire tout ce qui relève des rapports avec les personnes dans leur vie quotidienne, soit
  - une partie de la politique de santé (maisons de retraite), l'aide aux personnes handicapées.

Les lois fédérales, régionales et communautaires sont de même force juridique, selon le principe de l'équipollence des normes. Les éventuels conflits entre les différentes composantes de l'État belge sont réglés par la Cour constitutionnelle.

#### Compétences économiques de l'Union Européenne[48]
(la Belgique est membre de l'Union européenne et, par conséquent, soumises aux directives européennes dans les domaines de compétences de celle-ci).
- Affaires économiques et financières
- Agriculture
- Centre commun de recherche
- Concurrence
- Éducation et culture
- Emploi et Affaires sociales
- Énergie et transports
- Entreprises
- Environnement
- Fiscalité et union douanière
- Marché intérieur
- Pêche
- Recherche
- Santé et protection des consommateurs
- Commerce
- Développement
- Budget
- Contrôle financier

### Origines et conséquences des différences économiques régionales

#### Histoire
Pendant 200 ans, jusqu'à la Première Guerre mondiale, la Wallonie (francophone) fut l'une des régions les plus dynamiques du monde, alors que la Flandre restait une région principalement agricole, mais avec une zone industrielle dans la région de Gand et une activité d'échanges internationaux grâce aux ports d'Anvers et, depuis la fin de XIXe siècle, de Gand et Zeebruges. La Belgique fut, grâce aux industries wallonnes principalement, la deuxième puissance économique [réf. nécessaire], la troisième puissance industrielle [réf. nécessaire] et la quatrième puissance commerciale du monde [réf. nécessaire] au XIXe siècle. La Flandre, elle, commença à rattraper son retard technologique vis-à-vis de la Wallonie, dès le début du XXe siècle et, surtout, au cours de l'entre-deux-guerres. Les infrastructures industrielles furent relativement épargnées par la Seconde Guerre mondiale. Cependant, comme dans toutes les nations de l'Europe occidentale, les années 1950 et 1960 furent une période de construction et de développement rapide d'industries nouvelles, en particulier en Flandre. La Wallonie resta elle beaucoup plus concentrée sur les vieilles industries qui avaient fait sa fortune, comme la sidérurgie. La Flandre promeut, elle, une industrie légère importante, en particulier aux alentours de Bruxelles, Anvers, Bruges et Gand.
L'industrie lourde traditionnelle des bassins de Liège et du Hainaut, essentiellement sidérurgique, commença à perdre sa compétitivité, qui n'apparut au grand jour qu'à l'occasion des crises pétrolières de 1973 et 1979. Les mines de charbons, qui avaient été à l'origine de cette industrie lourde, fermèrent les unes après les autres jusque dans les années 1980. Les centres d'activités et de décisions se retrouvèrent en majorité en Flandre et à Bruxelles, voire à l'étranger.

#### Atouts de la région flamande
La Flandre a exercé pendant des années un attrait plus grand sur les investisseurs, ce qu'elle attribue en partie à son multilinguisme, en partie aussi à une politique régionale plus dynamique et plus efficace, attirant des investissements étrangers plus importants et plus variés qu'en Wallonie, plus traditionnellement industrielle et caractérisée par un syndicalisme fort militant et des désinvestissements dans le secteur. Toutefois, depuis 2011, la disparition de deux importantes usines de montage automobile, General Motor et Ford, a entraîné une baisse de la part du secteur industriel dans le produit intérieur de la Flandre.

##### Éducation
Les compétences linguistiques et le système d'enseignement sont généralement considérés comme meilleurs en Flandre. Des études internationales (par exemple PISA 2006) placent le système d'éducation flamand (qui est du ressort de la Communauté Flamande) parmi les plus performants de l'OCDE, et son équivalent francophone dans la moyenne inférieure (la compétence de l'éducation ressort des communautés, et non du système fédéral). Cependant, en janvier 2013, le ministre flamand de l'éducation a dû reconnaître de grosses lacunes chez les futurs enseignants flamands. En ce qui concerne la Communauté Française, qui exerce son pouvoir sur les Belges de langue française de Wallonie et de Bruxelles, mais non sur ceux de Flandre, elle veut désormais combler son retard quant à la qualité des résultats scolaires en favorisant les écoles à immersion linguistique. Il s'agit de mettre fin graduellement à l'inadaptation, dans certaines écoles, d'une partie des élèves d'origine étrangère ne maîtrisant pas la langue véhiculaire de l'enseignement, le français. Cette situation est expliquée par la présence plus grande d'immigrés de la première génération dans les écoles francophones de Bruxelles et dans les écoles de Wallonie. Cette situation, qui entraîne vers le bas la moyenne statistique générale de l'enseignement en communauté française de Belgique, ne pourra être comblée que graduellement.

##### Syndicalisme
La syndicalisation est tout aussi importante dans les deux régions et est très élevée. Le nombre de journées de grève dépend fortement du secteur d'activité. Au niveau régional, selon l'Institut National de Statistiques, la Flandre a connu 278.569 journée-assimilées de grève, et la Wallonie 239.678 tout en ayant cependant moins de travailleurs actifs sur son territoire. La Wallonie est dominée essentiellement par le syndicat à tendance socialiste FGTB, alors que le syndicalisme socio-chrétien, plus modéré, (CSC) domine en Flandre. Il est à noter que les syndicats sont unitaires, même s'ils ont des ailes francophones et néerlandophones.

#### Le réveil de la région wallonne
La Wallonie travaille à rattraper son retard, en tentant d'attirer également de nombreux investisseurs. Un plan de relance nommé "Plan Marshall" (en souvenir du plan d'aide américain d'après guerre) destiné à stimuler l'activité économique de la région est lancé en 2005. Satisfait du résultat de ce premier plan, le gouvernement wallon en a préparé une suite en 2009, avec une touche d'écologie en plus, nommé "Plan Marshall 2.vert"

### PIB par régions
En PIB, la Flandre est première au classement, puis la Wallonie et Bruxelles. Ceci est notamment une conséquence du poids démographique plus important de la Flandre. Pour ce qui est du PIB par habitant, Bruxelles présente un PIB largement supérieur aux deux autres régions, et même le plus élevé d'Europe. La Wallonie présente un retard accumulé important par rapport aux deux autres régions, bien qu'elle présente un salaire annuel moyen plus élevé que la moyenne Européenne. Ceci s'explique en partie par le fait que nombre de Wallons travaillent à Bruxelles, à l'instar des Flamands. Le PIB par habitant et par Région est donc un meilleur indicateur que le PIB en valeur absolue
| PIB par habitant et par région (2016) | PIB par habitant et par région (2016) | PIB par habitant et par région (2016) | PIB par habitant et par région (2016) |
| ------------------------------------- | ------------------------------------- | ------------------------------------- | ------------------------------------- |
| Région de Bruxelles-Capitale          | Région flamande                       | Région wallonne                       | Moyenne nationale                     |
| 58 302 €                              | 34 513 €                              | 25 133 €                              | 33 997 €                              |

### Taux de chômage par régions
Le taux de chômage en Wallonie est en moyenne le double de celui de la Flandre. En 202, le taux de chômage s'établissait à 3.5% en Flandre, à 7.4% en Wallonie et à 12.4% à Bruxelles.
- Certaines communes de la région liégeoise, du Borinage et de Charleroi avoisinent les 20 % de chômage.
- Il est aussi important de signaler que le haut taux de chômage de Bruxelles s'explique en partie par la coupure administrative entre la ville-région et son hinterland économique, gros pourvoyeur d'emplois. Par exemple, toute l'activité aéroportuaire de la ville est située en Flandre.
- Cependant l'ensemble du pays, mais plus particulièrement les grands centres économiques tels qu'Anvers, Bruxelles, Liège, Bruges, Charleroi, Gand connaissent un manque de main d'œuvre pour certaines fonctions hautement qualifiées. En cause l'inadéquation entre l'éducation et les demandes des entreprises, mais aussi les problèmes de mobilité dans ces villes.

| Taux de Chômage par Région - Population de 15 à 64 ans (2017) | Taux de Chômage par Région - Population de 15 à 64 ans (2017) | Taux de Chômage par Région - Population de 15 à 64 ans (2017) | Taux de Chômage par Région - Population de 15 à 64 ans (2017) |
| ------------------------------------------------------------- | ------------------------------------------------------------- | ------------------------------------------------------------- | ------------------------------------------------------------- |
| Région de Bruxelles-Capitale                                  | Région flamande                                               | Région wallonne                                               | Total                                                         |
| 12.4 %                                                        | 3.5 %                                                         | 7.4 %                                                         | 5.6 %                                                         |

### Transferts fiscaux inter-régionaux
Les transferts font généralement référence à la sécurité sociale. En outre, certaines lois de financement permettent de redistribuer des recettes fiscales (non plus sous forme de cotisations sociales uniquement).

#### Controverses et estimations
La Banque nationale belge chiffre à 6,2 milliards les transferts flamands vers la Wallonie. Elle relève aussi des transferts de Bruxelles pour 900 millions. La Wallonie touche 7,1 milliards au total. Mais la hausse du coût des pensions et des soins de santé en Flandre porte progressivement ces montants à la baisse.
- D'après une étude de IESEG School of Management de Paris et Lille, ces transferts s'élèvent à 6,4 milliards d'euros par an[54].
- D'après les études de la KBC et de la KUL, il s'établirait autour de 6 milliards d'euros.[réf. souhaitée]
- D'après le manifeste indépendantiste flamand "In de Warrande", il s'établirait autour de 10 milliards d'euros[55].

Il existe toutefois des disparités sous-régionales : 50 % des transferts fiscaux proviennent de Bruxelles et son hinterland (les deux provinces brabançonnes), tandis que 50 % de ces transferts profitent aux deux anciens bassins sidérurgiques, à savoir la province de Liège et celle du Hainaut.
Une particularité du système fédéral belge est également que le travailleur paie ses impôts par rapport à son lieu de domiciliation et non son lieu de travail, comme cela est prévu par le droit international. Si tel était le cas, la ville-région de Bruxelles gagnerait 4 milliards d'euros en plus par an, au détriment de la Flandre et de la Wallonie.
Il faut, de plus, indiquer que la plupart des grands investissements industriels organisés par l'État central (qui a muté au fil des décennies) ont été faits en Flandre, dans le port d'Anvers et l'aéroport de Zaventem. D'après l'historien Michel Quiévit, ces investissements avaient été pensés principalement pour rééquilibrer les dynamiques économiques au moment où l'industrie wallonne est l'une des plus performantes du monde, dans la première moitié du XIXe siècle.
Ce n'est qu'à partir de 1975 que l'écart entre Flandre et Wallonie se fait sentir sur le plan de la fiscalité dans sa tendance actuelle, sans que, pour autant, un plan national d'envergure ne se dessine pour rééquilibrer, dans l'autre sens, les écarts économiques. Néanmoins, certains Flamands estiment que ces transfères ont lieu depuis longtemps via la sécurité sociale unitaire, et que ces investissements sont à fond perdu pour leur région.

#### Viabilité économique de la région wallonne
Partie I (Thèse flamande) :
Certaines personnes doutent, principalement dans le Nord du pays, de la viabilité de la Wallonie si une scission devait s'opérer en Belgique, à moins que la Wallonie ne demeure avec Bruxelles. Le problème est qu'il existe une coupure géographique entre la Wallonie et Bruxelles, composée d'environ trois kilomètres de territoire de la région flamande. Bruxelles est donc enclavée en Flandre.
Par ailleurs, certains économistes flamands pensent que ces transferts seraient de nature à miner la compétitivité de la Wallonie[réf. nécessaire]. Le  31 janvier 2007, le président flamand Yves Leterme souligna, à la suite d'un discours très engagé d'Elio Di Rupo au Parlement wallon le même jour, que la Wallonie était le principal pays d'exportation de la Flandre.
La thèse flamande se concentre dans l'idée que la Wallonie n'est pas une région autonome financièrement car trop dépensière tout en produisant trop peu et que de ce fait, elle est donc dépendante des transferts flamands. Des déclarations de Pierre Wunsch, gouverneur de la banque nationale de Belgique, vont dans ce sens.
Partie II (Point de vue wallon):
Il convient de préciser que l'étude de cette question est envisagée dans le cadre d'une scission de la Belgique, au sens de la disparition de l'État Belgique et la création de deux ou plusieurs nouvelles entités ayant la personnalité juridique internationale. Cette scission est réclamée par une partie des flamands dans une perspective à la fois identitaire et socio-économique.
La Wallonie dans sa structure actuelle est dépendante du financement provenant de l'échelon fédéral. En effet, en Belgique, la fiscalité est restée fédérale et les régions et communautés sont financées par des dotations réparties en fonction des proportions de populations. En gros, 40 % des recettes fiscales sont allouées « aux francophones » et 60 % le sont à la Flandre (Loi spéciale du 16 janvier 1989 relative au financement des Communautés et des Régions, articles 14 à 17, disponible sur : http://www.ejustice.just.fgov.be/loi/loi.htm). On constate que seulement 26 % (305,8 Mlrd € / 73,8 Mlrd €) des revenus nationaux sont produits par la Wallonie alors qu'elle bénéficie de près de 32 % des revenus fiscaux alloués aux régions.
Dans l'état actuel des choses, la Wallonie a connu une phase de déclin industriel majeure que l'apport des richesses produites à Bruxelles et en Flandre n'ont fait au mieux qu'endiguer. Le chômage élevé constaté en Wallonie et la proportion relativement importante de l'emploi public font penser à une région « profitant » d'une solidarité de la part des autres régions. Cependant, l'importance du chômage s'explique en grande partie par la modification de la structure économique et par une omniprésence de l'emploi public due a un système politique clientéliste (voir crise des finances publiques et économie en Grèce). En outre dans la comptabilisation de cet emploi public, on constate que de nombreux Wallons travaillent dans les institutions publiques basées à Bruxelles. Enfin, la Wallonie est également caractérisée par un emploi privé fortement subsidié et / ou non-marchand (ASBL, Collectifs, entreprises sociales, etc.). Or, par nature, la participation concrète de cette économie non-marchande à la richesse est difficilement quantifiable, ce qui accentue l'idée que la région est dépensière sans participer à son financement.
Avec l'arrivée du plan Marshall pour la Wallonie et sa mise à jour "2.vert", la politique de relance et son financement ont été mis en place, même si à l'heure actuelle, elle est toujours dépendante de la Flandre. Néanmoins, cette région connait ses propres difficultés : sa population vieillit et l'augmentation du nombre de personnes en âge d'être pensionnées pèsera extrêmement lourd sur les finances publiques. Parallèlement au phénomène du vieillissement, l'industrie automobile bien implantée et centrale dans les grandes villes flamandes (Opel à Anvers, Volvo à Gand, Ford à Genk, etc.) subissent de plus en plus la délocalisation. De même l'augmentation du prix du pétrole et sa raréfaction sont une épée de Damoclès pendue au-dessus de son industrie pétrochimique, implantée principalement dans la province anversoise. La découverte récente aux États-Unis d'importants gisements de gaz de schiste présente une aubaine pour l’économie flamande dont le port de Zeebrugge est la plaque tournante du gaz naturel en Europe continentale. De plus la Flandre a la possibilité, grâce au seul accès maritime de la Belgique, d'investir massivement dans l’énergie éolienne offshore. Dans le même temps, puisque l'énergie est une compétence fédérale, cette question est également un point de tension politique.

## Villes et ensembles régionaux

### Région de Bruxelles-Capitale

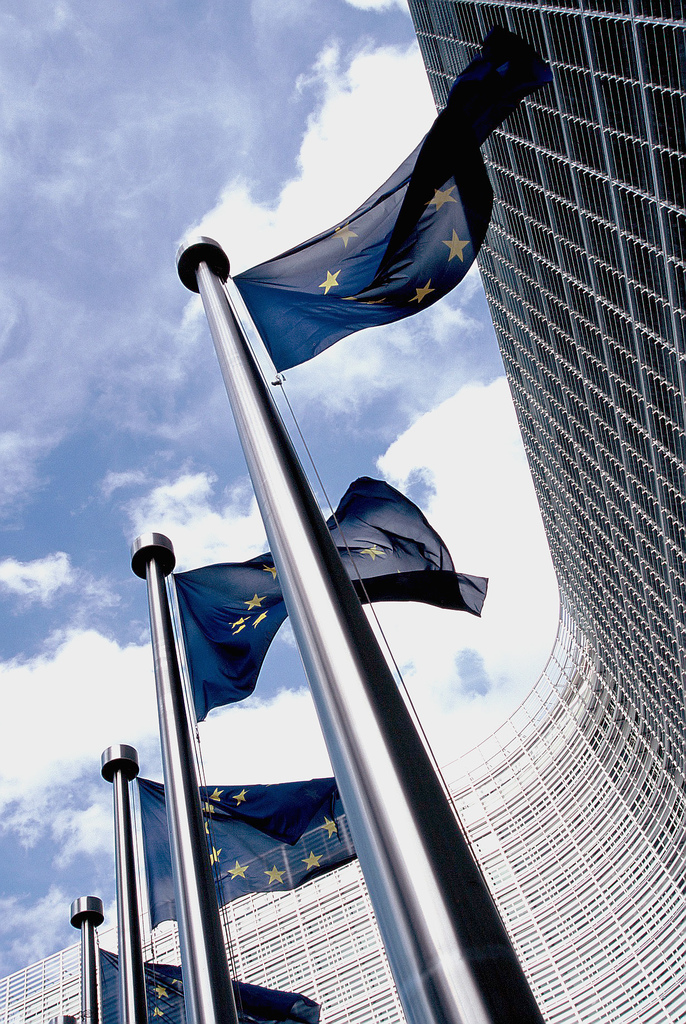
Drapeaux européens du bâtiment du Berlaymont, siège de la Commission européenne

Bruxelles est la capitale politique, économique et culturelle de la Belgique. Comme toute grande ville mais accrue par son rôle médiatique de capitale de l'Union Européenne (siège de la Commission européenne, de certaines sessions du Parlement européen), son économie est essentiellement orientée vers les services. Elle est le siège de nombreux centres de décisions nationaux, régionaux, ou internationaux, ainsi que de nombreuses institutions proches de l'Union européenne.
Bruxelles accueille de nombreux travailleurs issus des proches régions de Flandre et Wallonie (les navetteurs), voire de France ou des Pays-Bas. Ceux-ci font une rude concurrence à l'emploi local. Bruxelles-Capitale est en effet la région avec le plus fort taux de chômage (En septembre 2012, le taux de chômage à Bruxelles est de 20,8 %.).
Celui-ci trouve son explication principalement dans le fait que Bruxelles fonctionne comme une ville américaine : les classes aisées fuient le centre et préfèrent les banlieues vertes, ce qui a pour effet une déqualification de l'habitat dans les parties les plus denses et les plus anciennes de la ville, qui concentrent une population plus pauvre et moins qualifiée. Cependant, un mouvement de "gentryfication" est constaté dans certains quartiers du centre, à l'intérieur du « pentagone », et dans des quartiers centre-est (Saint-Gilles, Ixelles, Etterbeek, Saint-Josse, Schaerbeek). C'est la conséquence de l'arrivée de jeunes ménages actifs qui préfèrent l'animation urbaine aux mornes lotissements de banlieues et aux embouteillages autoroutiers des heures de pointes.
Bruxelles est également devenue une ville internationale dans tous les sens du terme. Elle accueille en effet plusieurs institutions internationales comme l’OTAN, les instances dirigeantes de l’Union européenne, plus de 1 000 représentations d’organisations internationales et plus de 2 000 sociétés internationales et c’est la troisième ville du monde en nombre d’accueil de conférences internationales.

### Région flamande

#### Anvers

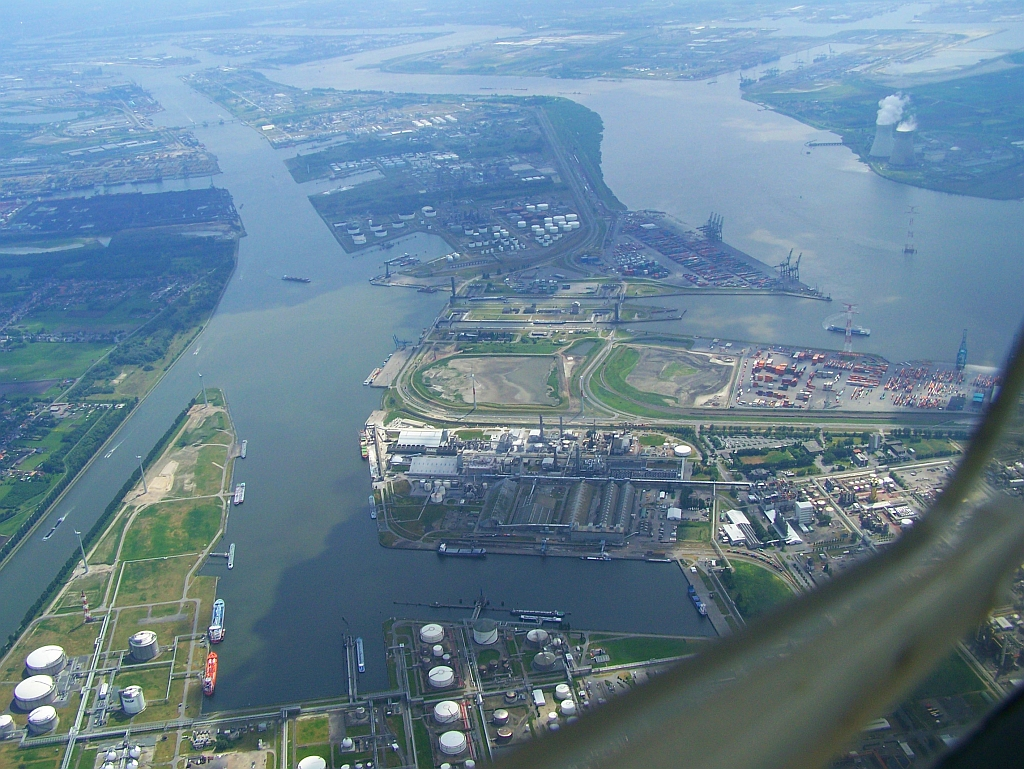
Port d'Anvers

L'agglomération d'Anvers est le deuxième centre économique de la Belgique, derrière Bruxelles. Son économie repose sur :
- son port (le 2e en Europe, le 6e dans le monde) et les activités liées au transport et à la logistique qu'il induit (1/3 du transport en Belgique);
- le commerce du diamant (et dans une moindre mesure, sa taille, en décroissance) : Anvers est la première place diamantaire, et compte pour 1/10e des exportations du pays. La Belgique est le premier partenaire européen de l'Inde, spécifiquement pour cette activité (voir aussi Temple jaïn d'Anvers);
- l'industrie chimique : l'usine BASF d'Anvers est la plus importante usine du groupe en dehors de l'Allemagne, et intervient à elle seule pour environ 2 % des exportations belges. Nombreuses autres activités pétrochimique, Anvers a la plus grande concentration de sites Seveso en Europe;
- diverses activités industrielles et de services : construction automobile, télécommunications, produits photographiques…

#### Bruges

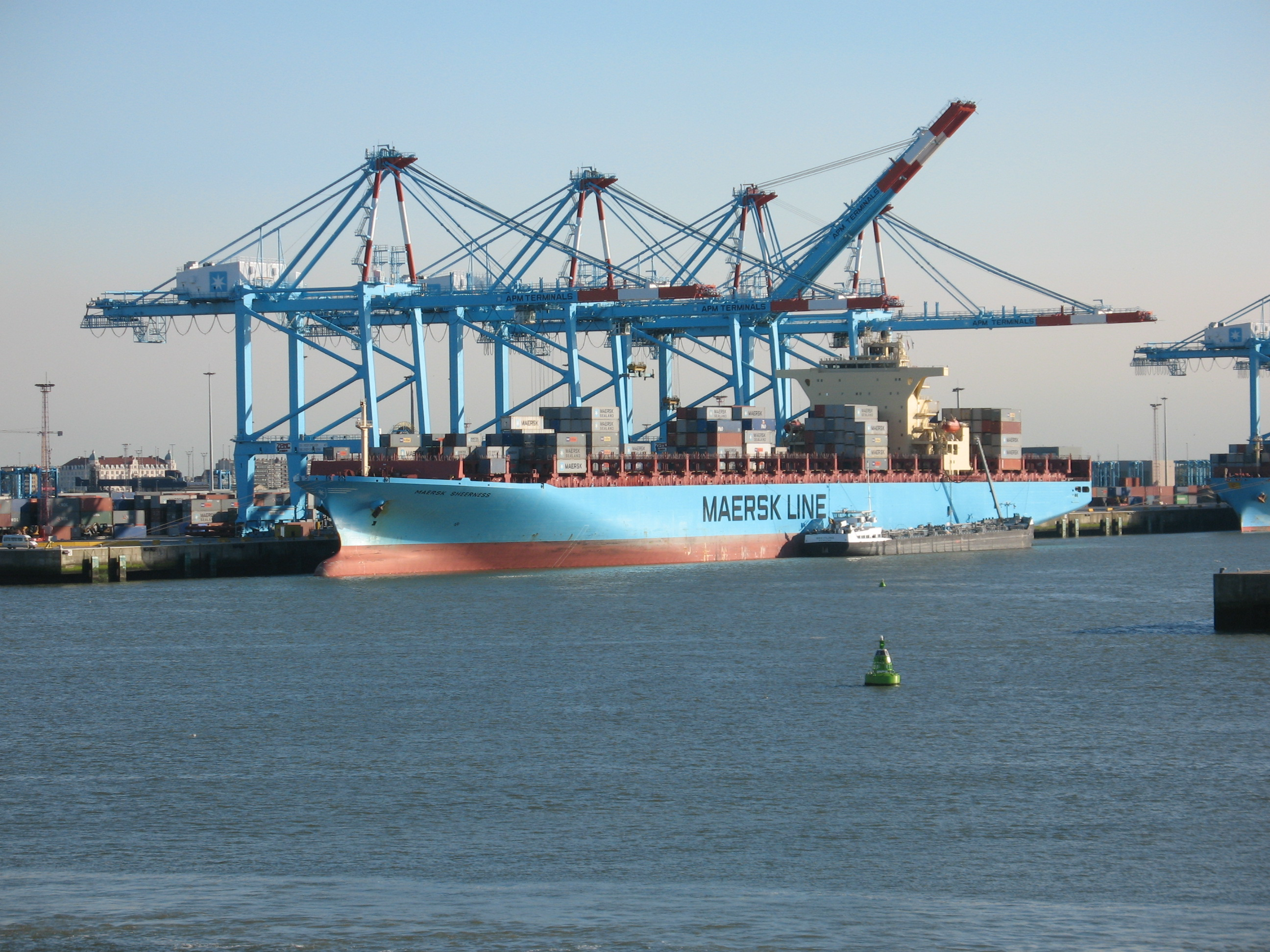
Photo du Port Cranes à Zeebruges

Étant le port développant le plus vite de l'Europe, Bruges-Zeebruges est aussi un des ports Européens les plus importants et modernes. C'est le premier port Européen pour le trafic RoRo et le Gaz naturel liquéfié et le premier port du monde pour l'importation et l'exportation des véhicules nouveaux.
Aussi le tourisme fournit l'importance de l'économie brugeoise. Bruges est devenue une des destinations touristiques les plus importantes du monde. Annuellement à peu près 2,5 million de touristes visitent la ville et en 2007 il y était environ 1,4 million de nuitées.

#### Gand
Le port de Gand est soumis à une concurrence importante par les ports d’Anvers, de Bruges-Zeebruges et de Rotterdam. C’est cette concurrence qui a poussé et pousse le port de Gand à s’adapter, se spécialiser pour contribuer à l’économie portuaire belge (le port de Gand représente 1,7 % du PIB). C’est elle qui va déterminer en partie la politique commerciale du port. Son succès commercial est lié avant tout à une juste analyse de son environnement et à une écoute des besoins des chargeurs. L’autorité portuaire se reconnaît une mission socio-économique, puisque les intérêts de la ville, du port et de la région sont liés, la preuve en est les emplois qu’elle génère: 25000 emplois directs pour autant d’indirects. Le port de Gand ne recherche pas une rentabilité à tout prix mais veille à travers ses choix d’investissements et son orientation commerciale à privilégier l’emploi et la création de richesse pour la collectivité. Pour cela, le port oriente aujourd’hui son action commerciale vers le développement de « projets » dans le cadre d’une offre de logistique portuaire industrielle et recherche des niches très spécialisées sur le transport de lignes régulières, en raison de la concurrence voisine. Il se définit aussi comme une plate-forme multimodale, et non pas uniquement comme un port maritime. Le trafic maritime est acheminé par voie fluviale à hauteur de 15 millions de tonnes, la route et le fer comptent pour environ 5 et 4 millions de tonnes respectivement. Cette gestion est menée en collaboration avec des entreprises partenaires. Elle repose aussi sur une qualité de dialogue et de concertation entre l’Autorité Portuaire, la Ville, le personnel, les entreprises et les interlocuteurs régionaux.

### Région wallonne

#### Liège
Liège est, par sa taille (600 000 habitants dans l'agglomération), la plus importante ville de Wallonie sur le plan économique.
Tout comme Charleroi, Liège a eu pendant des années la sidérurgie (Cockerill-Sambre, etc.) comme principale industrie. Cependant, cette partie de l'économie liégeoise est en déclin.
Liège possède toujours de très nombreuses entreprises de constructions mécaniques et métalliques (FN Herstal), des industries aéronautique et spatiale (Techspace Aero) mais aussi agro-alimentaire : bières (Jupiler), eaux, limonades (Spa et Chaudfontaine)…
Liège mise également beaucoup sur les transports et la multimodalité grâce à divers outils :
- port autonome de Liège, deuxième port fluvial européen ;
- aéroport de Liège, neuvième aéroport européen pour le transport aérien des marchandises ;
- gare de Liège-Guillemins et les nouvelles lignes TGV de Bruxelles vers Liège et de Liège vers la frontière allemande ;
- un très important nœud autoroutier à 7 branches.

L'université de Liège héberge également de nombreuses spin-off et on retrouve non loin de là de très nombreuses entreprises de haute technologie (ex. EVS).

#### Charleroi

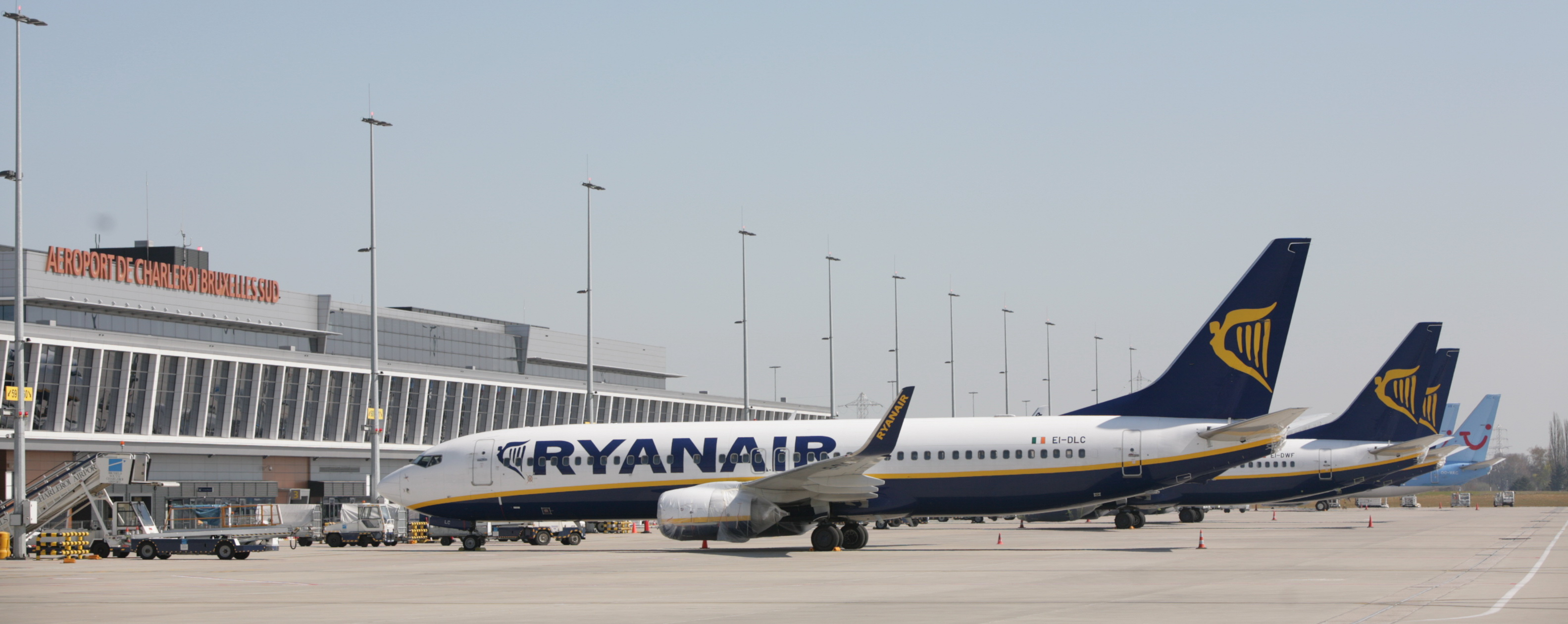
Photo de l'aéroport de Charleroi "Bruxelles-Sud"

Deuxième agglomération de Wallonie et première commune, Charleroi est également un pole économique important. Traditionnellement, trois secteurs constituaient l'essentiel de l'activité économique : le charbon, la sidérurgie et le verre. Si le charbon a définitivement disparu, les industries sidérurgiques et verrière se sont restructurées et occupent toujours une place importante. Ainsi, Industeel, filiale d'Arcelor est un leader mondial dans les aciers spéciaux et inoxydables et AGC Automotive, filiale de Asahi Glass, est active dans le secteur du vitrage automobile. Plus récemment d'autres secteurs se sont développés, principalement l'aéronautique (SABCA, Sonaca), la logistique, l'imprimerie et les biotechnologies. Ce dernier secteur a bénéficié de l'implantation d'un centre de recherche de l'Université libre de Bruxelles à Charleroi et de la création d'un parc scientifique et technologique à Gosselies, l'Aéropole, situé près de Caterpillar, une des principales sociétés pourvoyeuses d'emplois de la région de Charleroi. Plusieurs spin-off issues du centre de recherche de l'ULB sont implantées sur le site de l'Aéropole.
La région bénéficie aussi d'infrastructure de transport de qualité, avec notamment :
- l'aéroport de Charleroi Bruxelles-Sud (deuxième aéroport passagers de Belgique) ;
- le port autonome de Charleroi (PAC) et la plate-forme multimodale de Charleroi-Châtelet (MCC) ;
- un réseau autoroutier dense.

### Autres références
1. ↑  « Indice des prix à la consommation », sur fgov.be (consulté le 12 avril 2023).
2. ↑  http://economie.fgov.be/fr/modules/pressrelease/statistiques/marche_du_travail_et_conditions_de_vie/les_chiffres_de_la_pauvrete.jsp
3. ↑  (en) « Human Development Reports | Specific country data | BEL » [« Rapports sur le développement humain | Données spécifiques par pays | BEL »], sur hdr.undp.org, Programme des Nations unies pour le développement, 8 septembre 2022 (consulté le 19 octobre 2022).
4. ↑  (en) « Migration to NBB.Stat », sur Nbb.be (consulté le 24 juillet 2020).
5. ↑  « Emploi et chômage », sur fgov.be (consulté le 12 avril 2023).
6. ↑  « General Government Debt », sur International Monetary Fund, 12 novembre 2022 (consulté le 12 novembre 2022).
7. ↑  « lesoir.be/actualite/economie/2… »(Archive.org • Wikiwix • Archive.is • Google • Que faire ?).
8. ↑  Liste des pays par PIB (PPA) par habitant
9. ↑  « La Wallonie est-elle vraiment distancée par la Flandre ? », sur RTBF Info, 7 avril 2014 (consulté le 24 juillet 2020).
10. ↑  « Les chiffres-clés de l'économie wallonne (infographies) », RTBF Info,‎ 13 avril 2016 (lire en ligne, consulté le 28 septembre 2017).
11. ↑  (en) « Nbb.be », sur nbb.be (consulté le 12 avril 2023).
12. ↑  http://www.abh-ace.be/fr/binaries/Note-stat-comext-12m2010_tcm449-128147.pdf
13. ↑  « Résultats nouvel Eurobaromètre », sur Europa.eu, 5 novembre 2013 (consulté le 24 juillet 2020).
14. ↑  « Belgique - Dette publique », sur lesechos.fr via Internet Archive (consulté le 14 octobre 2023).
15. ↑  « Belgique - Déficit/surplus public », sur lesechos.fr via Internet Archive (consulté le 14 octobre 2023).
16. ↑  « CSC Accueil », sur csc-en-ligne.be (consulté le 12 avril 2023).
17. ↑  http://blogs.lecho.be/colmant/
18. ↑  « Programme », sur PTB (consulté le 24 juillet 2020).
19. 1 2  Adriaan Linters, Industria, Architecture industrielle en Belgique, Pierre Mardaga éditeur 1986
20. ↑  « Anvers Belgique : Tourisme - Histoire », sur cherchons.be via Wikiwix (consulté le 14 octobre 2023).
21. ↑  (en) « Lognews.info », sur lognews.info (consulté le 12 avril 2023).
22. 1 2 3  http://business.belgium.be/fr/investir_en_belgique/raisons_dinvestir/infrastructures/
23. ↑  « RTBF - Vidéo! », sur rtbf.be via Wikiwix (consulté le 14 octobre 2023).
24. ↑  [PDF]« Réseau routier de Wallonie - Document de réflexion », Fédération Inter-Environnement Wallonie, 17 mai 2010 (consulté le 9 décembre 2011), p. 4.
25. ↑  « blog.lesoir.be/en-voiture-simo… »(Archive.org • Wikiwix • Archive.is • Google • Que faire ?).
26. ↑  « La Région wallonne crée une charte de qualité des routes », sur RTBF Info, 24 septembre 2011 (consulté le 24 juillet 2020).
27. ↑  « 230 millions de voyageurs ont pris le train en 2017 », sur SNCB (consulté le 28 août 2018).
28. ↑  « levif.rnews.be/fr/news/actuali… »(Archive.org • Wikiwix • Archive.is • Google • Que faire ?).
29. 1 2 3  « Données statistiques des aéroports », sur Service public fédéral Mobilité (consulté le 28 août 2018).
30. ↑  « Compagnie : marque », sur Brussels Airlines (consulté le 28 août 2018).
31. ↑  http://company.brusselsairlines.com/en_be/corp/
32. ↑  Terminal Conteneurs d'Athus
33. 1 2  http://www.iea.org/stats/pdf_graphs/BETPESPI.pdf
34. ↑  http://www.carbu.be/official_prices.php#previsions
35. 1 2 3  http://www.iea.org/textbase/nppdf/free/2010/belgium2009.pdf
36. ↑  Tom EVRARD, « 30 % DE STATI   ONS-SERVICE EN MOINS EN 9 ANS », L'Avenir,‎ 5 septembre 2008 (lire en ligne, consulté le 24 juillet 2020).
37. ↑  « Comment vérifier le prix des factures de m3 gaz - 2020 », sur Michamps-4B - réseau social en efficacité énergétique (consulté le 13 septembre 2020).
38. ↑  « Les Belges consomment de plus en plus d'électricité », sur 7sur7.be, 3 février 2011 (consulté le 24 juillet 2020).
39. ↑  http://www.creg.be/pdf/Ra/2004/rep2004fr.pdf
40. ↑  « La consommation électrique belge diminue », sur Energethique, 3 août 2009 (consulté le 24 juillet 2020).
41. ↑  « Deux fois plus de société d'énergie en Belgique », sur RTBF Info, 8 août 2011 (consulté le 24 juillet 2020).
42. ↑  http://www.eolien.be/node/50
43. ↑  « Prix du kWh, évolution du prix des factures électriques  - 2020 », sur Michamps-4B - réseau social en efficacité énergétique (consulté le 13 septembre 2020).
44. ↑  « Energy Management Consultants », sur NUS Consulting (consulté le 24 juillet 2020).
45. ↑  « Les compétences des autorités fédérales », sur belgium.be (consulté le 12 avril 2023).
46. ↑  « Les compétences des régions », sur belgium.be (consulté le 12 avril 2023).
47. ↑  « Les compétences des communautés », sur belgium.be (consulté le 12 avril 2023).
48. ↑  « Diplomatie.be », sur diplomatie.be (consulté le 12 avril 2023).
49. ↑  Le Rapport PISA 2006 attribue 529 points à la Flandre et 486 à la Communauté française; les extrêmes européens sont la Finlande (563 pts) et la Roumanie (418 pts). Les points sont calculés pour obtenir une moyenne de 500.
50. ↑  En 2013, le ministre flamand de l'éducation a dû admettre la véracité d'une étude de l'université flamande du Limbourg qui venait corriger l'aspect généralement favorable de l'enseignement de langue néerlandaise en révélant que des étudiants universitaires, futurs professeurs, n'étaient pas capables de situer sur une carte les États-Unis ou l'océan Pacifique et ne parvenaient pas à s'y reconnaître dans les principales théories et doctrines économiques en ce début du 21e siècle (Express.be 24.01.2013-Reuters 24.01.2013).
51. ↑  http://planmarshall.wallonie.be/spip/
52. ↑  « Les chiffres-clés de l'économie wallonne (infographies) », sur RTBF Info, 13 avril 2016 (consulté le 19 juillet 2020).
53. ↑  Bureau fédéral du Plan, « Taux de chômage » (consulté le 1er mars 2022)
54. ↑  « Les Flamands paient 985 euros par an et par personne pour les autres régions. Vraiment? », RTBF Info,‎ 2 juillet 2019 (lire en ligne, consulté le 19 juillet 2020).
55. ↑  http://www.dewarande.be/default.aspx
56. ↑  In Wallonie Flandres (…), op citt, pg 139.
57. ↑  Bruxelles, l'enfant mal-aimé, Rudy Aernoudt, pg 105
58. ↑  Flandre-Wallonie. Quelle solidarité ?, Michel Quévit, éd. Couleur livres, 2010
59. ↑  « Pierre Wunsch (BNB) tient des propos polémiques: la Wallonie «plus proche d’un régime communiste que néo-libéral» », sur Le Soir, 1er juillet 2020 (consulté le 19 juillet 2020).
60. ↑  Le nombre de demandeurs d’emploi est en hausse à Bruxelles Le Soir, 4 septembre 2012